# لودفيغ فيتغنشتاين
كان لودفيغ فيتغنشتاين (بالألمانية: Ludwig Wittgenstein) (26 أبريل 1889 - 29 أبريل 1951) فيلسوفًا نمساويًا بريطانيًا. ركز عمله بشكل أساسي على المنطق وفلسفة الرياضيات وفلسفة العقل وفلسفة اللغة. يُعدّ أحد أعظم الفلاسفة في العصر الحديث.
درّس فيتغنشتاين في جامعة كامبريدج من عام 1929 حتى 1947. وعلى الرغم من مكانته، نُشر كتاب واحد عن فلسفته خلال حياته، هو لوغيش فيلوسوفيش أبنهاندلونغ (1921)، مع ترجمته الإنجليزية بعنوان تراكتاتوس لوجيكو فيلوسوفيكوس (1922). نشر أيضًا مقالًا بعنوان «بعض الملاحظات على الشكل المنطقي» (1929)، ومراجعة كتاب وقاموس للأطفال. حرّروا مخطوطاته العديدة ونشروها بعد وفاته، وأشهرها تحقيقات فلسفية (1953). وصنّفت دراسة استقصائية بين معلمي الجامعات والكليات الأمريكية التحقيقات كأهم كتاب في فلسفة القرن العشرين، واصفة إياه بأنه «التحفة الانتقالية الوحيدة في فلسفة القرن العشرين، والمؤثرة في شتى التخصصات والتوجهات الفلسفية».
غالبًا ما تُقسم فلسفته إلى فترة مبكرة، وتتجسد في التراكتاتوس، وفترة لاحقة فُصّلت بصورة رئيسية في التحقيقات الفلسفية. اهتمت «الفيتنغنشتاينية المبكرة» بالعلاقة المنطقية بين القضايا والعالم، واعتقد بأن تفسير المنطق الكامن وراء هذه العلاقة يحل جميع المشكلات الفلسفية. لكن «الفيتنغنشتاينية اللاحقة» رفضت العديد من افتراضات التراكتاتوس، وادعت أن معنى الكلمات يُفهم بشكل أفضل من خلال استخدامها في لعبة لغوية معينة.
وُلد في فيينا لعائلة ثرية جداً في أوروبا وورث ثروة والده عام 1913. قدّم تبرعات لفنانين وكتّاب، ثم وهب ثروته لأخوته بعد الحرب العالمية الأولى بسبب الاكتئاب. انتحر ثلاثة من أخوته الأربعة الأكبر منه. غادر فيتغنشتاين الأوساط الأكاديمية عدة مرات، وشارك كضابط على الجبهة الأمامية في الحرب العالمية الأولى حيث نال تكريمات لشجاعته. درّس في قرى نمساوية نائية وتسبب الجدل بسبب استخدامه العنف في التدريس. عمل في الحرب العالمية الثانية كحمّال في مستشفى بلندن ونصح المرضى بعدم تناول الأدوية، ثم عمل لاحقاً فنياً في مستشفى رويال فيكتوريا بنيوكاسل أبون تاين.
«باعتقادي: أُسيء فهم أفكاره عمومًا وشُوهت حتى من قبل من زعموا أنهم تلاميذه. شكّ أنه سيُفهم على نحو أفضل في المستقبل. قال مرة إنه شعر وكأنه يكتب لأشخاص يفكرون بطريقة مختلفة، ويتنفسون هواءً مختلفًا في الحياة، عن حياة الناس الحاليين.»

## خلفية

### آل فيتغنشتاين
أعدّت شجرة عائلة في القدس بعد الحرب العالمية الثانية تُظهر أن جد لودفيغ فيتغنشتاين لأبيه كان موسيس ماير، سمسار أراضٍ يهودي في باد لاسفه بإمارة فيتغنشتاين، وستفاليا. أصدر نابليون في يوليو 1808 مرسومًا يلزم الجميع، بما فيهم اليهود، باتخاذ اسم عائلة موروث. تبنّى موسيس ماير الابن، اسم آل ساين فيتغنشتاين، وأصبح يُعرف بموسيس ماير فيتغنشتاين. تزوج ابنه، هيرمان كريستيان فيتغنشتاين، الذي أضاف اسم كريستيان لينأى عن خلفيته اليهودية، من فاني فيدغور، التي تحوّلت إلى البروتستانتية قبل الزواج. أسس الزوجان عملاً ناجحًا في تجارة الصوف في لايبزيغ. كانت فاني جدة لودفيغ وابنة عم عازف الكمان جوزيف خواكيم.
أنجب الزوجان 11 طفلًا، منهم والد أبو فيتغنشتاين. أصبح كارل أوتو كليمينس فيتغنشتاين (1847-1913) من كبار رجال الصناعة، وتصاعدت ثروته في ثمانينيات القرن التاسع عشر ليصبح من أغنى رجال أوروبا، محتكرًا اتحاد الصلب في النمسا. احتلت أسرة فيتغنشتاين المرتبة الثانية في الثراء في الإمبراطورية النمساوية المجرية بعد آل روتشيلد، واستُعرف كارل بالنظير النمساوي لأندرو كارنيغي. حافظت الأسرة على ثروتها عبر الاستثمارات في هولندا وسويسرا والولايات المتحدة، مما حماها من التضخم في النمسا عام 1922. رغم هذه الاحتياطات، تراجعت ثروتهم بسبب التضخم بعد 1918 والكساد الكبير، وعلى الرغم من ذلك، امتلكوا 13 قصرًا في فيينا حتى عام 1938.

## حياته

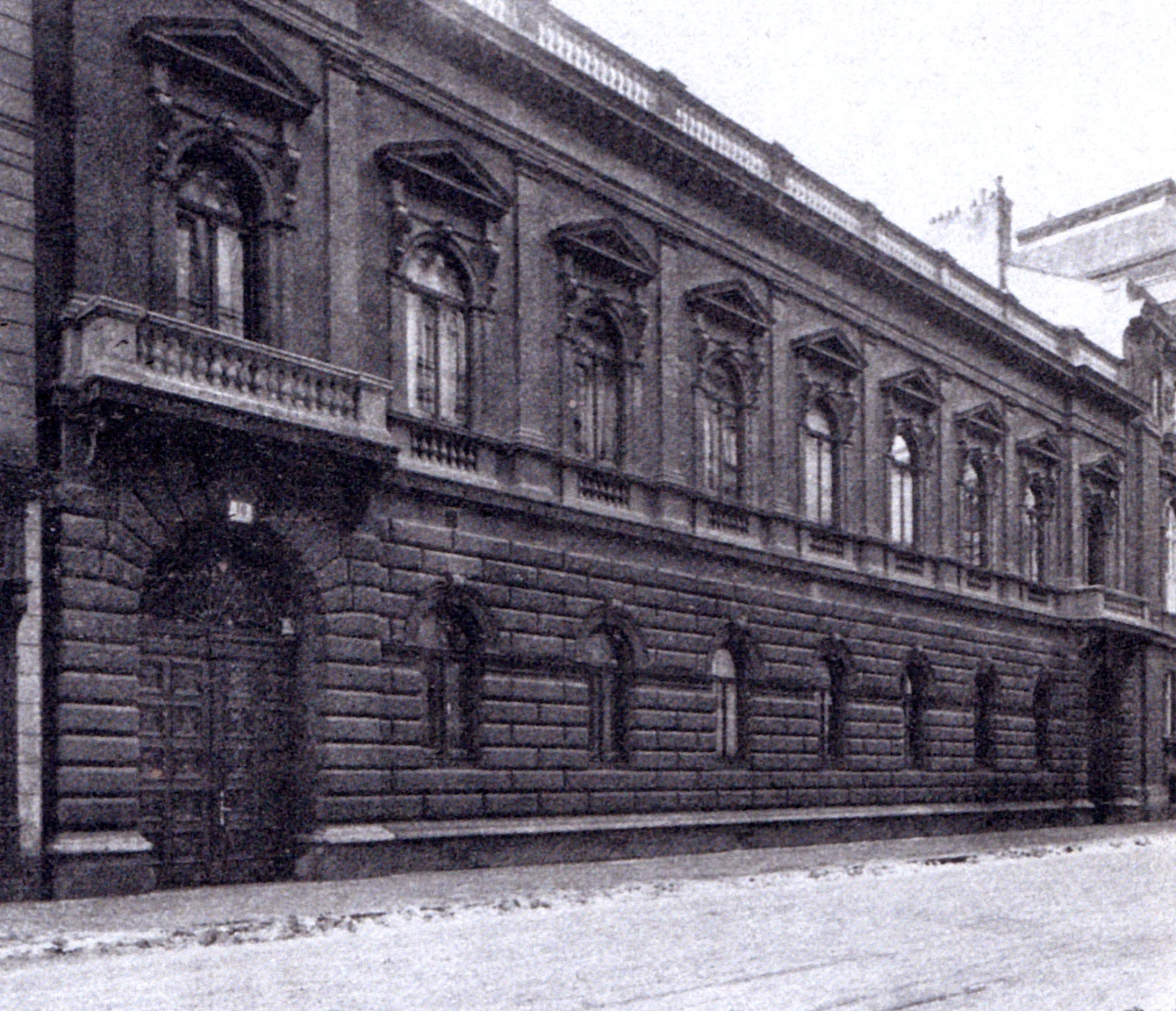
قصر فيتغنشتاين، منزل العائلة، حوالي 1910

وُلد لودفيغ فيتغنشتاين، أحد أبرز فلاسفة القرن العشرين، في فيينا بالنمسا. درس في جامعة كامبريدج بإنجلترا ودرَّس هناك. اشتهر بكتابه «رسالة منطقية فلسفية» وتحقيقات فلسفية. ركز عمله على أسس المنطق، والفلسفة، والرياضيات، وفلسفة الذهن، وفلسفة اللغة. اعتقد أن معظم المشاكل الفلسفية تنبع من تصور الكلمات كأسماء. أثرت أفكاره بشكل كبير على «الوضعانية المنطقية وفلسفة التحليل».
أحدثت كتاباته ثورة في فلسفة ما بعد الحربين. غيّر توجيه التفكير الفلسفي وطرق التعامل مع المسائل الفكرية رغم أسلوبه النيتشوي المربك. استقال فيتغنشتاين من منصبه في جامعة كامبردج عام 1947 للتركيز على كتاباته. خلفه صديقه يوري هنريك فون فريكت في منصب الأستاذ. نزل في دار الضيافة في البيت كيلباتريك في شرق مقاطعة ويكلاو عام 1947 وعام 1948.
أنجز العديد من أعماله اللاحقة على الساحل الغربي لأيرلندا في عزلة ريفية مع باتريك لينش. بحلول عام 1949، شخَّص الأطباء حالته بـسرطان البروستاتا. كتب معظم المواد التي نُشرت بعد وفاته مثل «(تحقيقات فلسفية)».

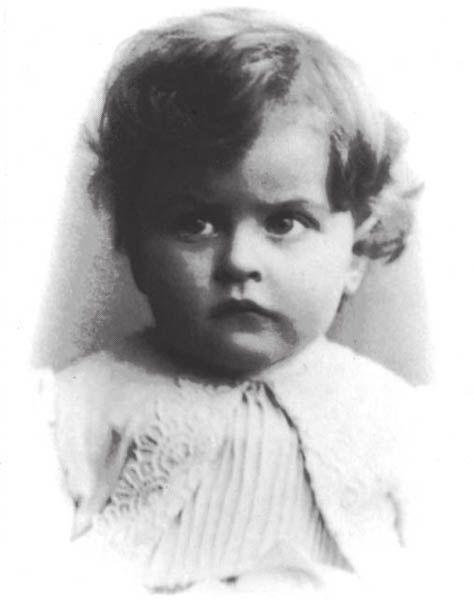
لودفيغ، تسعينيات القرن التاسع عشر

أنجب كارل وبولدي تسعة أطفال؛ أربع بنات: هيرمين، مارغريت (غريتل)، وهيلين، بالإضافة إلى دورا التي توفيت طفلة؛ وخمسة أبناء: يوهانس (هانز)، كورت، رودولف (رودي)، وباول الذي اشتهر كعازف بيانو رغم فقدانه ذراعاً في الحرب العالمية الأولى، ولودفيغ الذي كان أصغرهم.

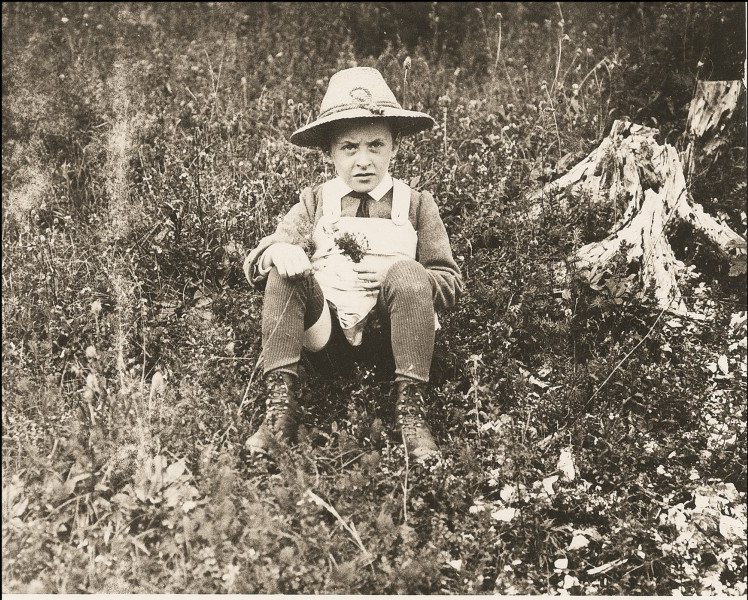
لودفيغ جالسًا في حقل كطفل

عُمّد الأطفال ككاثوليك وتلقوا تعليمًا كاثوليكيًا رسميًا في بيئة مكثفة. [بحاجة لرقم الصفحة] تمركزت العائلة في قلب الحياة الثقافية في فيينا، ووصف برونو والتر الحياة في قصر فيتغنشتاين بأنها "أجواء ساحقة من الإنسانية والثقافة". رعى كارل الفنون، وكلف أعمالًا من أوغوست رودان ومول مبنى الانفصال لقاعة العرض وصالة الفنون. رسم غوستاف كليمت بورتريه لشقيقة فيتغنشتاين، مارغريت، لزفافها.  قدم يوهانس برامس وغوستاف مالر حفلات موسيقية منتظمة في غرف موسيقى العائلة.

فيتغنشتاين، الذي قدر الدقة والانضباط، لم يقبل المعاصرة في الموسيقى الكلاسيكية. في عام 1930، قال لصديقه دروري: 
توقفت الموسيقى تمامًا مع برامز؛ وحتى في برامز أستطيع أن أبدأ بسماع ضجيج الآلات.
 امتلك لودفيغ فيتغنشتاين مطلق السمع، واحتفظ بالتزامه العميق بالموسيقى طوال حياته، حيث استعان بالأمثلة والاستعارات الموسيقية في كتاباته الفلسفية، وأجاد الصفير لأجزاء موسيقية بتفصيل. تعلم العزف على الكلارينيت في الثلاثينيات من عمره. اكتشف مايكل نيدو، مدير معهد فيتغنشتاين في كامبريدج، جزءًا من موسيقى ألفها فيتغنشتاين (ثلاثة أسطر) في إحدى دفاتره لعام 1931.

### طبع العائلة وانتحار الإخوة
كتب راي مونك أن هدف كارل كان تحويل أبنائه إلى قادة في الصناعة؛ فلم يُرسَلوا إلى المدرسة لتجنب اكتسابهم عادات سيئة، وتلقوا التعليم في المنزل لإعدادهم للعمل في إمبراطورية كارل الصناعية. انتحر ثلاثة من الإخوة الخمسة لاحقًا. يجادل الطبيب النفسي مايكل فيتزجيرالد بأن كارل كان مثاليًا صارمًا يفتقر إلى التعاطف، وأن والدة فيتغنشتاين كانت قلقة وغير واثقة، وغير قادرة على مواجهة زوجها. قال يوهانس برامس عن العائلة التي زارها بانتظام: 
بدا أنهم يتصرفون مع بعضهم البعض كما لو كانوا في البلاط.
 أظهر ذلك أن العائلة لديها ميل قوي للاكتئاب يسري عبرها. روى أنتوني جوتليب قصة عن بول وهو يعزف على بيانو في قصر فيتغنشتاين، عندما صرخ فجأة على لودفيج في الغرفة المجاورة: 
لا أستطيع العزف وأنت في المنزل، حيث أشعر أن شكوكك تتسرب نحوي من تحت الباب!
 ضم القصر العائلي سبع بيانوهات كبيرة وشجع الأشقاء على متابعة الموسيقى بشغف كبير. أشاد النقاد بالأخ الأكبر، هانس، باعتباره موهبة موسيقية نادرة. كتب ألكسندر ووغ أن هانس، في سن الرابعة، كان يميز تأثير دوبلر في صفارة حين انخفاض النغمة، بكى قائلاً "خطأ! خطأ!" عندما عزفت فرقتان نحاسيتان نفس النغمة في درجات موسيقية مختلفة خلال كرنفال. توفي هانس في مايو 1902 بظروف غامضة بعدما فر إلى الولايات المتحدة واختفى من زورق في خليج تشيزبيك، مرجحاً انتحاره.
انتحر الأخ الثالث، رودي، في سن 22 أثناء دراسة الكيمياء في أكاديمية برلين. طلب من عازف البيانو عزف "Verlassen، verlassen، verlassen bin ich" قبل أن يخلط لنفسه مشروبًا من الحليب وسيانيد البوتاسيوم. ترك رودي رسائل انتحار، منها واحدة لوالديه تعبر عن حزنه على وفاة صديق وأخرى تلمح إلى "نزعاته المنحرفة". لجأ حينها إلى اللجنة العلمية الإنسانية التي كانت تسعى لإلغاء الفقرة 175 من القانون الجنائي الألماني المناهضة للمثلية. منع والده ذكر اسمه مجدداً.

انتحر كورت، وهو الأخ الأكبر الثاني وضابط ومدير شركة، في 27 أكتوبر 1918 قبل انتهاء الحرب العالمية الأولى بقليل، عندما رفضت القوات النمساوية تحت إمرته تنفيذ أوامره وهربت بشكل جماعي. ووفقًا لجوتليب، أشارت هيرمين إلى أن كورت كان يظهر "اشمئزازًا من الحياة". وكتب لودفيغ لاحقًا: 
كان ينبغي لي أن ... أصبح نجمة في السماء. بدلاً من ذلك بقيت عالقًا على الأرض.

## 1903–1906: المدرسة الثانوية في لينز

### المدرسة الريالية في لينتس
تعلم فيتغنشتاين في المنزل حتى بلغ 14 عامًا، ثم التحق بمدرسة لمدة ثلاث سنوات. تراجع كارل بعد وفاة هانز ورودي وأرسل بول ولودفيج إلى المدرسة. كتب واغ أن فيتغنشتاين لم يتمكن من اجتياز امتحانات دخول الجيمنازيوم الأكاديمية في فينر نوشتادت بسبب نقص التعليم الرسمي، فنجح بصعوبة بعد دروس إضافية في امتحان الدخول للمدرسة الريالية k.u.k. الفنية في لينتس، وهي مدرسة حكومية تضم 300 طالب. في عام 1903، بدأ تعليمه الرسمي لمدة ثلاث سنوات هناك، وأقام مع عائلة جوزيف ستريجل، معلم في الجمنازيوم المحلي، التي أطلقت عليه لقب لوكي.

عندما التحق فيتغنشتاين بالمدرسة النموذجية، قدموه سنة إلى الأمام. أشار المؤرخ بريجيت هامان إلى تميزه عن زملائه، إذ تحدث الألمانية العلية بشكل نقي رغم التلعثم، وارتدى بأناقة، وكان حساسًا وغير اجتماعي. ذكر مونك أن الزملاء سخروا منه، مغنين: "Wittgenstein wandelt wehmütig widriger Winde wegen Wienwärts". حصل في شهادة التخرج على أعلى الدرجات في الدراسات الدينية ودرجات متباينة في المواد الأخرى. واجه صعوبة في الإملاء ورسوباً في الامتحان الكتابي بالألمانية. كتب في عام 1931:
"إخفاقي في الإملاء مرتبط بباقي جوانب شخصيتي."

### الإيمان
عُمّد فيتغنشتاين كطفل على يد كاهن كاثوليكي وتلقى تعليماً في العقيدة الكاثوليكية. أشارت شقيقته جريتل ستونبورو فيتغنشتاين إلى تأثير المسيحية الشديدة لدى جدهما على العائلة. أثناء دراسته في Realschule، شعر بضعف إيمانه الديني وبدأ بقراءة أرتور شوبنهاور بناءً على نصيحة جريتل. رغم ذلك، آمن بأهمية الاعتراف وكتب عن اعترافه الكبير لأخته الكبرى هيرمين. ناقش الأمر مع جريتل، التي وجهته إلى شوبنهاور وكتابه العالم إرادة وفكرة (كتاب). تبنى في سن المراهقة المثالية المعرفية لشوبنهاور، لكنه تحول لاحقاً إلى الواقعية المفاهيمية لـجوتلوب فريجه بعد دراسة فلسفة الرياضيات. في سنواته الأخيرة، انتقد شوبنهاور واصفاً إياه بمفكر "ضحل": 
يمكن للمرء وصف شوبنهاور بأنه ذهن فظ؛ حيثما يبدأ العمق الحقيقي، ينتهي فكره.
 تغيرت نظرته للمسيحية والدين، معترفاً بتعاطف صادق معهما، مع تطور أفكاره الفلسفية. في 1912، كتب إلى راسل يقول إن موزارت وبيتهوفن هما الأبناء الحقيقيون لله. رغم ذلك، رفض الدين الرسمي وقال إنه من الصعب عليه "أن يثني الركبة"، ومع ذلك، استمر تأثير جده عليه في رؤية كل مشكلة من وجهة نظر دينية. أشار إلى أوغسطينوس في التحقيقات الفلسفية. يُظهر فكره توافقه مع الخطاب الديني وبرز كواحد من أبرز نقاد علموية في القرن.

ظهرت معتقدات فيتغنشتاين الدينية أثناء خدمته في الجيش النمساوي خلال الحرب العالمية الأولى،  وقرأ بانتظام كتابات دوستويفسكي وتولستوي الدينية.  سعى فيتغنشتاين للامتثال لإرادة الله خلال تجاربه الحربية، وفي 29 أبريل 1915 كتب: 
ربما قرب الموت سيجلب لي نور الحياة. عسى الله أن ينيرني. أنا دودة، ولكن من خلال الله أصبح إنسانًا. ليكن الله معي. آمين. 
 اعتبر فيتغنشتاين "المسيحية الطريق الوحيد الآمن للسعادة"، ورفض اعتبار الاعتقاد الديني مجرد اقتناع بصحة عقيدة معينة.  رأى الإيمان الديني كطريقة للعيش، وعارض استخدام الجدال العقلاني أو الأدلة لوجود الله.

مع تقدم العمر، عمّق فتجنشتاين توجهه الروحي الشخصي، مما أدى إلى تفسيرات وتوضيحات متعددة، حيث تناول مشكلات اللغة في الدين— مهاجماً، على سبيل المثال، الميل إلى اعتبار وجود الله قضية علمية. في عام 1947، واجه صعوبة متزايدة في العمل، فكتب:
تلقيت رسالة من صديق قديم في النمسا، كاهن. يقول فيها إنه يأمل أن ينجح عملي، إذا كان ذلك مشيئة الله. الآن هذا كل ما أريده: إذا كان ذلك مشيئة الله. 
في الثقافة والقيمة، كتب فتجنشتاين:
هل ما أفعله يستحق الجهد حقاً؟ نعم، ولكن فقط إذا أضاء عليه نور من فوق.
 كتب صديقه المقرب نورمان مالكولم:
اتسمت حياة فتجنشتاين الناضجة بالتفكير والشعور الديني. أعتقد أنه كان أكثر تديناً بعمق من كثير من الأشخاص الذين يعتبرون أنفسهم بحق مؤمنين دينيين.[بحاجة لرقم الصفحة]
Toward the end، كتب فتجنشتاين:
كتب باخ على صفحة عنوان كتاب الأورغن الصغير، "لتكون لمجد الله العلي، وليستفيد بها جاري." هذا ما كنت أرغب في قوله عن عملي.

### تأثير أوتو فينينغر

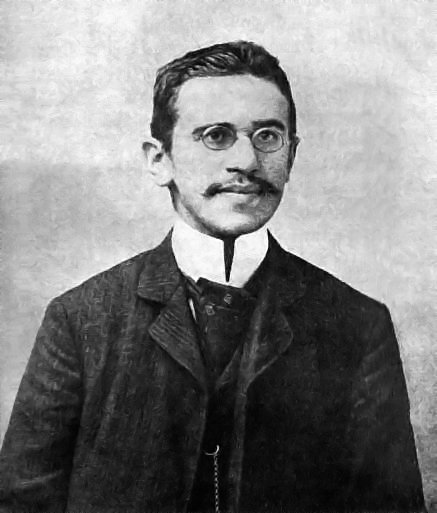
الفيلسوف النمساوي أوتو فينينغر (1880–1903)

تأثر فيتغنشتاين أثناء دراسته في الريالشول بكتاب أوتو فينينغر الجنس والشخصية (1903). جادل فينينغر بأن الذكر والأنثى مفاهيم أفلاطونية، وأن اليهود يجسدون الأنوثة الأفلاطونية. رأى فينينغر أن الرجال عقلانيون، بينما النساء واليهود مشبعون بالأنوثة، بلا روح أو إحساس بالصواب والخطأ. أكد فينينغر على اختيار الرجل بين ذكورته وأنوثته. اعتبر الحب والجنس متناقضين، وحياة الروح فقط جديرة بالعيش. انتحر فينينغر في عام 1903 بعد نشر الكتاب بقليل. حضر فيتغنشتاين جنازة فينينغر. في جامعة كامبريدج، وزع فيتغنشتاين نسخًا من كتاب فينينغر على زملائه، مشيرًا إلى أن خطأه كان مثيرًا للاهتمام. في رسالة بتاريخ 23 أغسطس 1931، كتب فيتغنشتاين إلى جورج إدوارد مور:
عزيزي مور،

شكرًا على رسالتك. يمكنني تخيل أنك لا تعجب بفينينغر، لكن العظمة تكمن في ما نختلف معه فيه. خطأه الضخم عظيم. تقريبًا إذا أضفت "~" إلى الكتاب كله، فإنه يقول حقيقة مهمة.
 أخرج فيتغنشتاين نسخة من كتاب فينينغر في 1 يونيو 1931 من مكتبة الجامعة والتقى بمور في 2 يونيو، ربما ليعطيه النسخة.

### الخلفية اليهودية وهتلر
رغم تنصيرهم وأسلافهم، اعتبرت عائلة فيتغنشتاين نفسها يهودية. خلال الحقبة النازية، اطمأنت أخت لودفيغ من قبل مسؤول بأنهم لن يُعتبروا يهودًا بموجب القوانين العرقية. طلبت وثائق تُثبت حياتهم اليهودية احتجاجًا على محاولة الدولة تحديد هويتهم.
غالباً ما أشار فيتغنشتاين إلى نفسه كيهودي في كتاباته الخاصة، وبطريقة متواضعة. انتقد نفسه لكونه مفكراً "منتجاً" وليس "مبدعاً"، وأرجع ذلك لإحساسه بالهوية اليهودية. وكتب: 'القديس هو "العبقري" اليهودي الوحيد. حتى أعظم مفكر يهودي لا يعدو كونه موهوبًا. (مثلي على سبيل المثال)'.
أثار النقاش حول شعور فيتغنشتاين وأشقائه، ذوي الأصول اليهودية بنسبة 3/4، بكونهم يهوداً. تصاعد الجدل خاصة أثناء فترة دراسته بجوار أدولف هتلر في نفس المدرسة. رجح لورانس جولدستين لقاءهم وكره هتلر لفيتغنشتاين، "الهاوي المتلعثم المتقدم الأرستقراطي"، فيما نفى ستراذرن حدوث لقاء بينهما. ورفض معلقون فكرة تأثير ثروة فيتغنشتاين وشخصيته على معاداة السامية عند هتلر، مشيرين لعدم اعتبار هتلر لفيتغنشتاين يهودياً.
ولد فيتغنشتاين وهتلر بفارق ستة أيام فقط. اضطر هتلر لإعادة اختبار الرياضيات قبل الالتحاق بصف أعلى، بينما تقدم فيتغنشتاين صفًا، لينتهي الأمر بهم في فريقين مختلفين في مدرسة ريالشول. يقدر مونك أنهم كانوا في المدرسة خلال العام الدراسي 1904–1905 ويقول إن لا دليل يجمع بينهما. جادل العديد من المعلقين أن صورة مدرسية لهتلر قد تظهر فيتغنشتاين في الزاوية السفلية اليسرى.

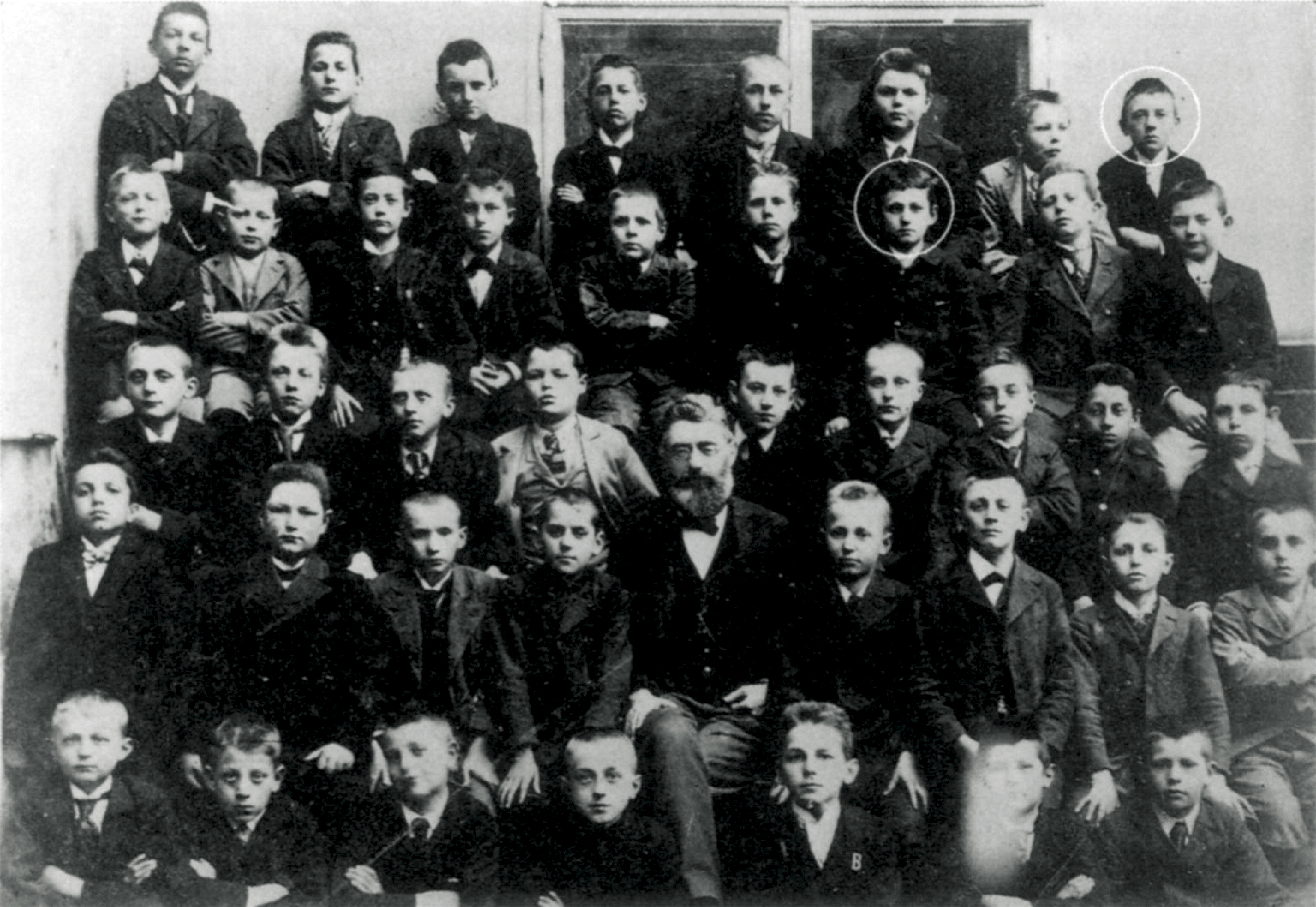
صورة صفية في مدرسة ريالشول في 1901، شاب أدولف هتلر في الصف الخلفي على اليمين. في الصف قبل الأخير، الثالث من اليمين، طالب يعتقد أنه لودفيج فيتغنشتاين.

زعَم فيتغنشتاين لاحقًا أن "[أفكاري 100% عبرية"، كما جادل هانس سلوجا بأن يهوديته كانت شكاكة الذات وتحمل وعودًا هائلة للابتكار والعبقرية رغم احتمالية الانهيار إلى كراهية الذات المدمرة. تعني بالعبرية، شملت التقليد المسيحي، في تناقض مع التقليد اليوناني، معتقدًا بأن الخير والشر لا يمكن التوفيق بينهما.

## 1906–1913: الجامعة

### الهندسة في برلين ومانشستر

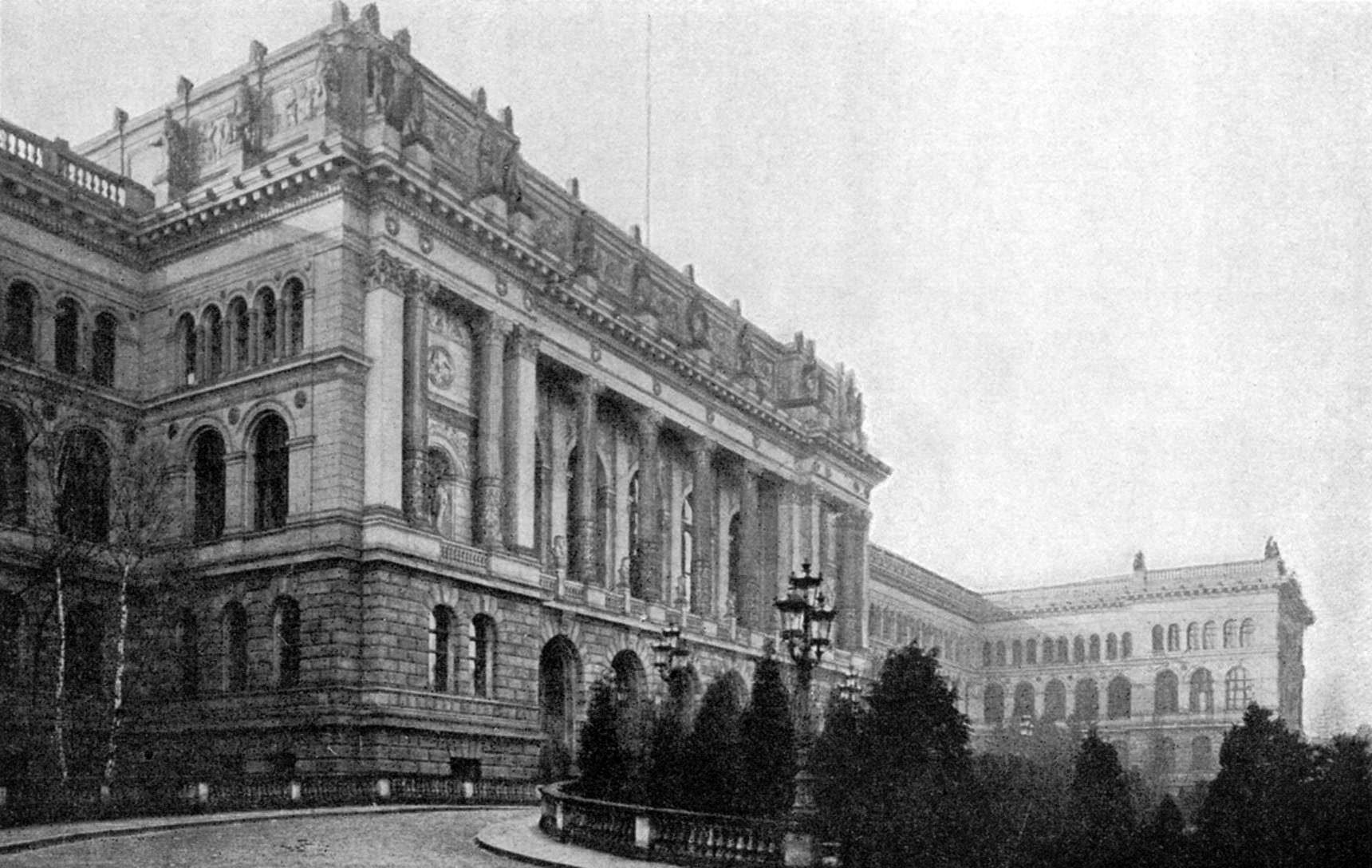
الجامعة القديمة للتكنولوجيا ببرلين في تشارلوتنبرغ، برلين

بدأ دراسة الهندسة الميكانيكية في جامعة التكنولوجيا ببرلين في تشارلوتنبرغ، برلين، في 23 أكتوبر 1906. أقام مع عائلة البروفيسور جوليس، وحضر لثلاثة فصول دراسية، ومنح شهادة دبلوم (Abgangzeugnis) في 5 مايو 1908.
خلال فترة وجوده في المعهد، اهتم فيتغنشتاين بمجال ملاحة جوية. وصل إلى جامعة فيكتوريا في مانشستر في ربيع عام 1908 لدراسة الدكتوراه، وكان مليئًا بالخطط لمشاريع في مجال الملاحة الجوية، بما في ذلك تصميم طائرته الخاصة والتحليق بها. أجرى أبحاثًا حول سلوك الطائرات الورقية في الغلاف الجوي العلوي، حيث جرب في موقع رصد جوي بالقرب من غلوسوب في ديربيشاير. واهتمت الجمعية الملكية للأرصاد الجوية بالبحث والتحقيق في تأين الغلاف الجوي العلوي باستخدام أدوات معلقة على بالونات أو طائرات ورقية. عمل فيتغنشتاين في غلوسوب تحت إشراف أستاذ الفيزياء السير آرثر شوستر.
صَمّم فيتغنشتاين مروحة بمحركات نفاثة صغيرة على نهايات شفراتها، وحصل على براءة اختراعها في عام 1911 كما تلقّى منحة بحثية من الجامعة في خريف 1908. لم تكن تصميمات المراوح في تلك الفترة متقدمة لتطبيق أفكار فيتغنشتاين، واستغرق الأمر سنوات لتطوير شفرات تدعم تصميمه المبتكر. تطلب التصميم دفع الهواء والغاز عبر الأذرع إلى غرف الاحتراق في نهايات الشفرات، حيث يُضغط ويُشعل بواسطة القوة المركزية المولدة. صُنعت المراوح حينها من الخشب، بينما تُصنع الشفرات الحديثة من صفائح فولاذ مضغوط تُلحم معًا داخليًا بفراغ، ما يخلق مساراً مثالياً للهواء والغاز.

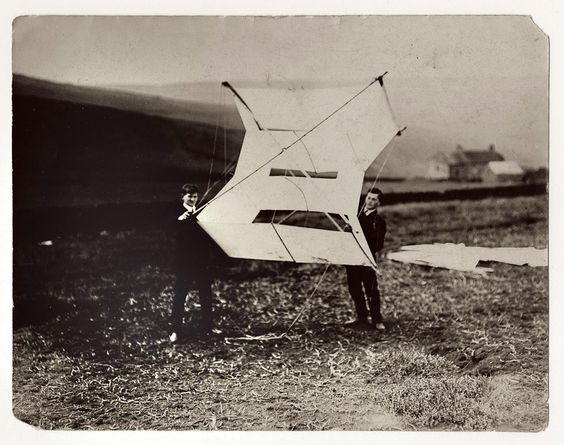
فيتغنشتاين مع صديقه ويليام إيكليس في محطة الطائرات الورقية في جلوسوب، ديربيشير، صيف 1908

أحبط العمل على المروحة النفاثة فيتغنشتاين بسبب قلة خبرته مع الآلات. ذكر جيم بامبر، المهندس البريطاني وصديق فيتغنشتاين، أن الأخير كان يعبر عن إحباطه بالصراخ بالألمانية عندما تواجهه مشاكل. وفقًا لويلام إيكليس، توجه فيتغنشتاين لاحقًا إلى العمل النظري وركز على تصميم المروحة، الأمر الذي تطلب رياضيات متقدمة.

في ذلك الوقت، اهتم فيتغنشتاين بـأسس الرياضيات بعد قراءة The Principles of Mathematics (1903) لـبيرتراند راسل وThe Foundations of Arithmetic لـجوتلوب فريجه. وأشارت أخته هرمين إلى هوسه بالرياضيات وفقدانه اهتمامه بالطيران. قرر دراسة المنطق وأسس الرياضيات، واصفًا نفسه بالهياج الدائم. في صيف 1911، زار فريجه في جامعة ينا لعرض أفكاره الفلسفية في الرياضيات والمنطق وتقييم جدوى متابعتها. وكتب: 
دخلت غرفة دراسة فريجه، كان رجلاً صغيراً أنيقًا ذو لحية مدببة، يتنقل في الغرفة وهو يتحدث. أشعرني بالإحباط، لكنه شجعني حين قال 'يجب أن تأتي مرة أخرى'. تبادلنا العديد من النقاشات بعد ذلك، حيث كان فريجه يركز فقط على المنطق والرياضيات.

### الوصول إلى كامبريدج

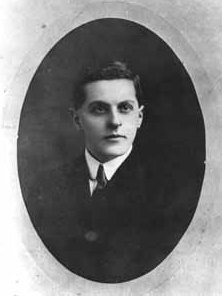
فيتغنشتاين، 1910

قرر فيتغنشتاين الدراسة بجامعة كامبريدج تحت إشراف راسل بعد نصيحة من فريجه. وصل فيتغنشتاين دون إعلان مسبق إلى غرف راسل في كلية الثالوث في 18 أكتوبر 1911. كان راسل يتناول الشاي مع سي. كي. أوجدن حينما ظهر فيتغنشتاين، وهو ألماني يتحدث الإنجليزية بشكل ضعيف لكنه رفض التحدث بالألمانية. كان قد تعلم الهندسة في شارلوتنبورغ وأصبح مهتماً بفلسفة الرياضيات.سرعان ما بدأ فيتغنشتاين حضور محاضرات راسل، حتى أنه هيمن عليها. كتب راسل إلى الليدي أوتولين موريل معبراً عن انزعاجه من أن فيتغنشتاين أصبح عبئاً. 
سرعان ما اعتقد راسل أن فيتغنشتاين عبقري بعد الاطلاع على أعماله. كتب في نوفمبر 1911، رغم أن بعض آرائه ظلت غريبة بالنسبة له. بعد ثلاثة أشهر، أخبر راسل موريل بأنه يعتقد أن فيتغنشتاين سيتوصل لحلول للمشكلات التي استعصت عليه حلها. أخبر فيتغنشتاين ديفيد بنسنت أن تشجيع راسل أنقذه من الوحدة والمعاناة. رأى راسل في نقد فيتغنشتاين لأعماله حدثاً مهماً أثر على كل ما قام به بعد ذلك.

### نادي العلوم الأخلاقية في كامبريدج والرسل

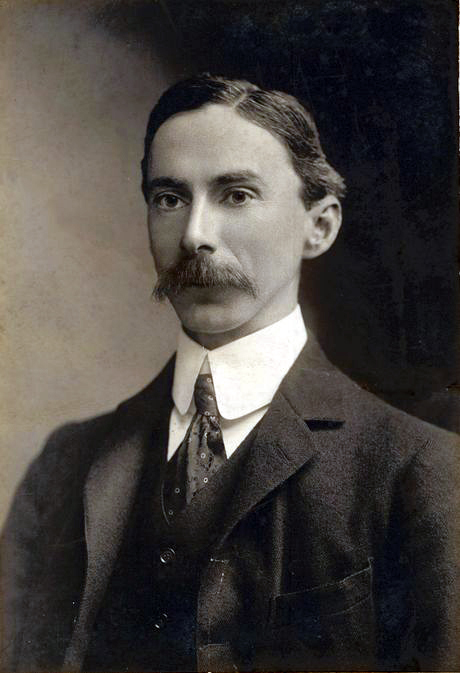
بيرتراند راسل، 1907

في عام 1912، انضم فيتغنشتاين إلى نادي العلوم الأخلاقية بجامعة كامبريدج، وهي مجموعة نقاشية لأعضاء هيئة التدريس وطلاب الفلسفة. قدم فيتغنشتاين ورقته الأولى هناك في 29 نوفمبر، حيث تحدث لمدة أربع دقائق معرفًا الفلسفة بأنها "جميع تلك الافتراضات البدائية التي تُفترض على أنها صحيحة دون إثبات من قبل العلوم المختلفة". سيطر فيتغنشتاين على المجتمع وتوقف عن الحضور في أوائل الثلاثينيات بعد شكاوى من أنه لم يُتح لأحد آخر فرصة للتحدث.
ثار النادي الجدل في الفلسفة الشعبية بعد اجتماع عقد في 25 أكتوبر 1946 بغرف ريتشارد بريثويت في كلية الملك في كامبريدج. دعا الاجتماع كارل بوبر، الفيلسوف الفيني، لإلقاء محاضرة بعنوان "هل هناك مشكلات فلسفية؟"، متحديًا فيها فيتغنشتاين بالقول أن المشاكل الفلسفية حقيقية وليست ألغازًا لغوية. اختلفت الروايات بشأن ما جرى، لكن فيتغنشتاين لوّح بآلة حديدية ساخنة مطالبًا بمثال على قاعدة أخلاقية. رد بوبر بمثال "عدم تهديد الزائرين بالآلات الحادة". نطق راسل موجهًا كلامه لفيتغنشتاين بفهم خاطئ، ليترك فيتغنشتاين القاعة. ادعى بوبر أن فيتغنشتاين "خرج غاضبًا"، على الرغم من مغادرته المعتادة للاجتماعات مبكرًا لتجنب السيطرة على النقاش. كانت هذه المناسبة الوحيدة التي جمعهوا فيها هؤلاء الفلاسفة الثلاثة الأبرز في القرن العشرين. يُذكر أن محاضر الاجتماع تشير إلى أنه كان مشحونًا بروح جدل غير عادية.

### جماعة كامبريدج
دعا جون مينارد كينز فيتغنشتاين للانضمام إلى جماعة كامبريدج، وهي جمعية سرية نخبوية تأسست عام 1820، وضمّت برتراند راسل وجورج إدوارد مور كطلاب. لم يستمتع فيتغنشتاين كثيرًا بالجماعة وحضر نادرًا. شعر راسل بالقلق من عدم تقدير فيتغنشتاين للأسلوب الصاخب وللفكاهة الفريدة وللعلاقات الشخصية بين الأعضاء. قُبل في عام 1912 لكنه استقال سريعًا لعدم تحمله أسلوب النقاش. سمحت له الجماعة بالمشاركة في الاجتماعات مجددًا في العشرينيات عند عودته إلى كامبريدج. واجه فيتغنشتاين صعوبة في تحمل نقاشات نادي كامبريدج للعلوم الأخلاقية أيضًا.

### الإحباطات في كامبريدج
أبدى فيتغنشتاين صراحة اكتئابه في كامبريدج، وأخبر راسل عن مشاكله. عزا فيتغنشتاين معاناته العقلية إلى عمله وحياته الشخصية. قال في مناسبات عديدة أن المنطق يقوده إلى الجنون، وعبّر عن قلقه من عدم تقدمه في المجال المنطقي. وصرح أنه يشعر وكأنه يعاني من "لعنة الموهبة النصفية". ذكر مونك أن فيتغنشتاين كان يعيش في ضغوط المنطق، وأن نقص الإلهام أوقعه في يأس. كتب فيتغنشتاين إلى راسل في عام 1913 قائلًا: 
كيف يمكنني أن أكون منطقيًا قبل أن أكون إنسانًا؟ لأن الأهم هو التوصل إلى تفاهم مع نفسي!
 وأثناء زيارته لراسل، أعرب فيتغنشتاين عن قلقه بشأن المنطق وصرّح بنيّته الانتحار حالما يغادر. سجلت مذكرات ديفيد بينسنت مزاج فيتغنشتاين، حيث كتب: 
يجب أن أكون حذرًا بشكل مرعب ومتسامح عندما يحصل على هذه النوبات المزاجية المتعكرة
 و
أخشى أنه في حالة مزاجية عصبية حساسة أكثر من المعتاد الآن
 معتنيًا بتقلباته العاطفية.

### التوجه الجنسي والعلاقة مع ديفيد بينسينت

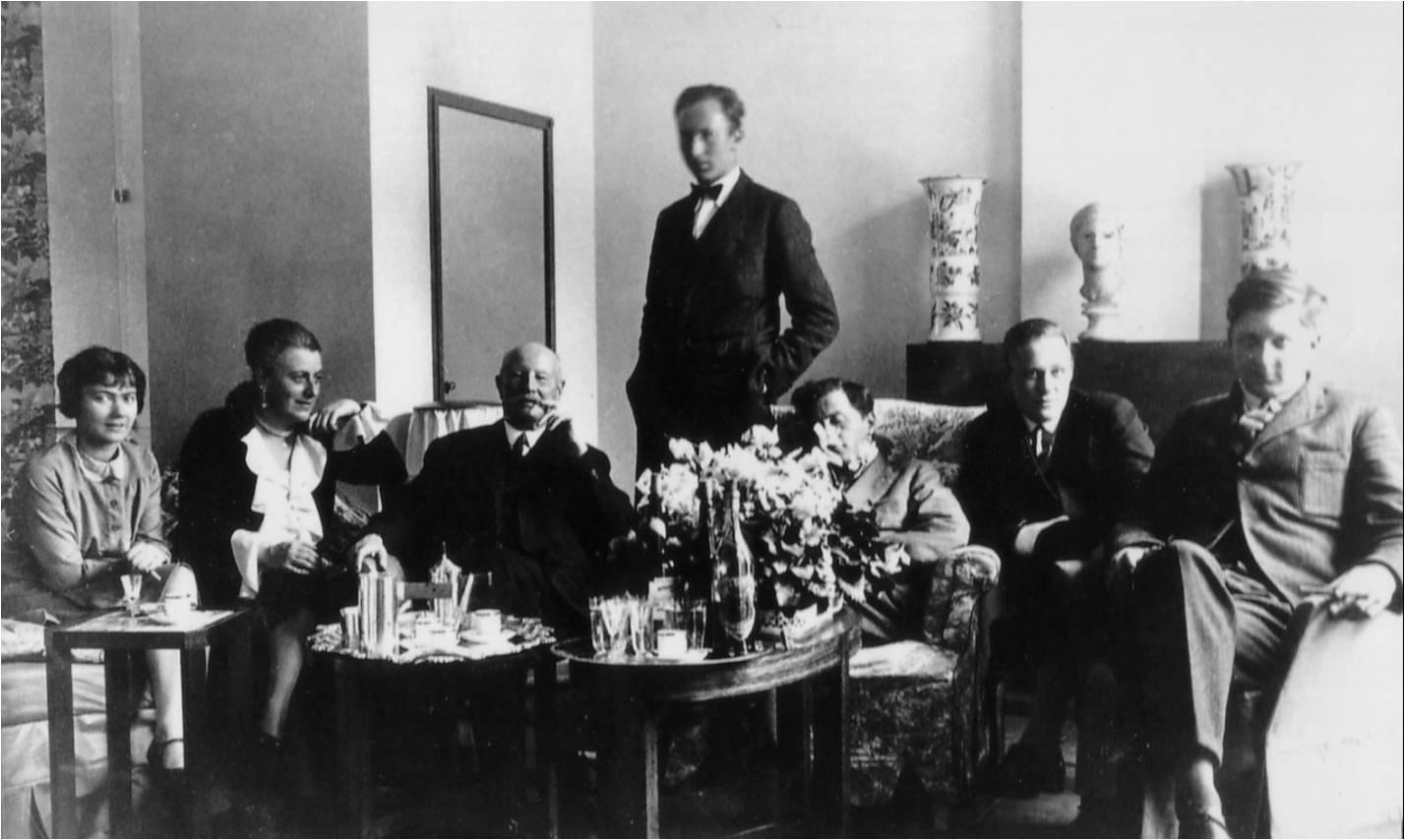
فيتغنشتاين يجلس مع أصدقائه وعائلته في فيينا. تجلس مارجريت ريسبينجر على اليسار والتمثال الذي صنعه لها يظهر خلفه على رف المدفأة.

ارتبط فيتغنشتاين بعلاقات رومانسية متعددة مع كل من الرجال والنساء. وقع في حب ثلاثة رجال على الأقل وأقام علاقات مع ديفيد هيوم بنسنت في عام 1912، وفرانسيس سكينر في عام 1930، وبن ريتشاردز في الأربعينيات. ادعى أنه كان له علاقة مع امرأة في فيينا خلال فترة مراهقته . في العشرينات، أحب فيتغنشتاين شابة سويسرية تدعى مارجريت ريسبينغر، ونحت لها تمثالًا نصفيًا، وفكر في الزواج بشرط عدم إنجاب أطفال، لكن هي رأت أنه غير مناسب .

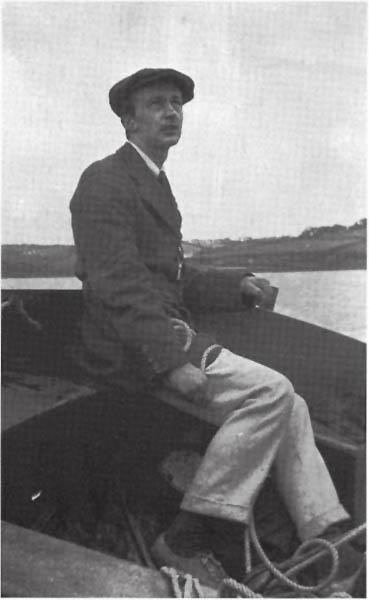
David Pinsent

عاش فيتغنشتاين علاقة مهمة مع ديفيد بنسنت خلال فترة شبهتها بالتكوين الفكري. قدم برتراند راسل فيتغنشتاين إلى بنسنت في صيف 1912. كان بنسنت طالبًا في الرياضيات وأحد أقارب ديفيد هيوم، وسرعان ما أصبحا مقربين. أجرى الاثنان تجارب في مختبر علم النفس حول الإيقاع والموسيقى، وقدم فيتغنشتاين بحثًا في هذا الشأن في الجمعية النفسية البريطانية في كامبريدج عام 1912. سافرا معًا إلى آيسلندا في سبتمبر 1912 والنرويج في 1913، حيث دفع فيتغنشتاين جميع النفقات. اختارا Øystese كوجهة هادئة لدراسة المنطق، ووصلوا هناك في 4 سبتمبر 1913. ساعدت البيئة في تقدم دراسات فيتغنشتاين بشكل كبير، مما دفعه للتفكير في العودة إلى النرويج لمواصلة الدراسة. توفر يوميات بنسنت نظرة على شخصية فيتغنشتاين: حساس، عصبي، ودقيق. عبر بنسنت عن فيتغنشتاين بشكل غامض أحيانًا ونافذ الصبر. وصفت يوميات بنسنت تسوقهما لشراء الأثاث في كامبريدج، حيث رفض فيتغنشتاين معظم ما عرض عليه. في مايو 1912، أبدى فيتغنشتاين دهشته من الفلاسفة القدماء رغم إعجابه السابق بهم. آخر لقاء جمعهما كان في 8 أكتوبر 1913 في منزل عائلة بنسنت في برمنغهام قبل مغادرة فيتغنشتاين للنرويج.

## 1913–1920: الحرب العالمية الأولى والرسالة المنطقية الفلسفية

### العمل علىالمنطق

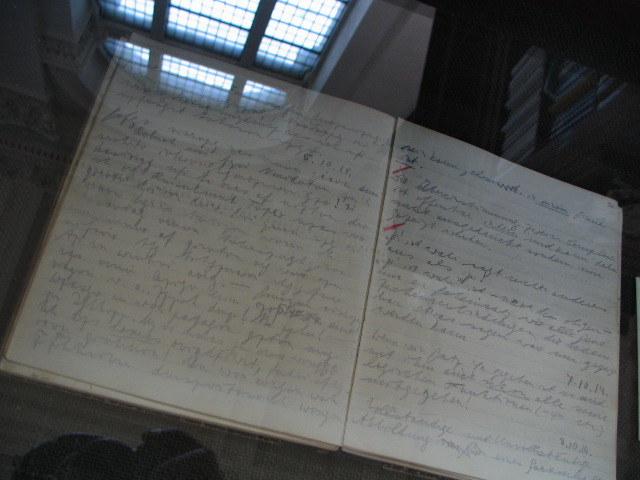
مداخل من أكتوبر 1914 في يوميات فيتغنشتاين، معروضة في مكتبة رين، كلية الثالوث (كامبريدج)

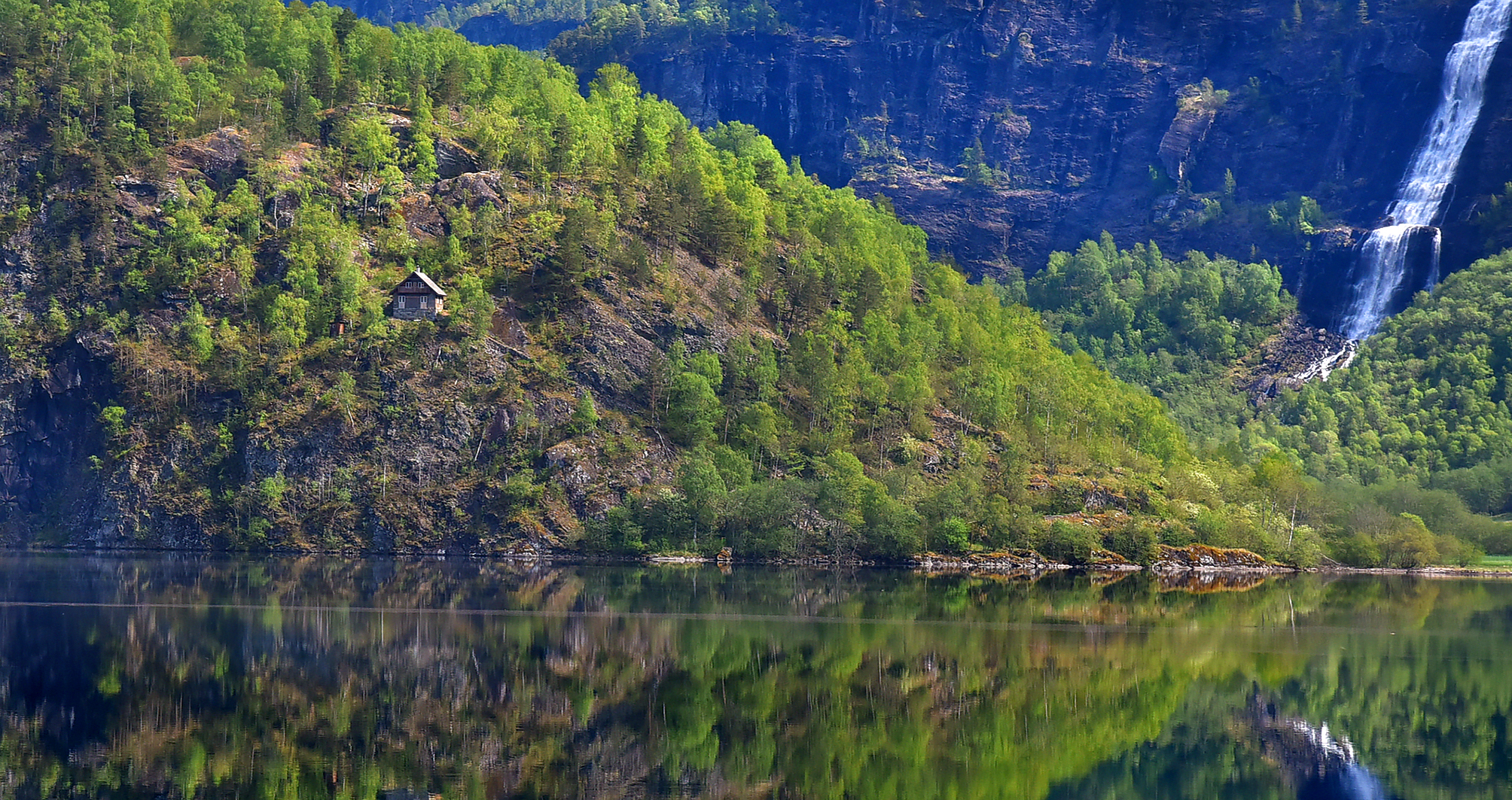
البيت المستعاد الخاص بلودفيج فيتغنشتاين في سكجولدن، النرويج. تصوير فاديم تشوبرينا (2024)

توفي كارل فيتغنشتاين في 20 يناير 1913، وتلقى فيتغنشتاين ميراثًا كبيرًا. تبرع بجزء من أمواله للفنانين والكتاب النمساويين، مثل راينر ماريا ريلكه وجورج تراكل. حاول تراكل لقاء فيتغنشتاين، لكن عند زيارة الأخير له في 1914، كان تراكل قد انتحر. قرر فيتغنشتاين الانعزال في قرية سكجولدن بالنرويج عام 1913، وشغل الطابق الثاني من أحد المنازل لفصل الشتاء. اعتبر هذه الفترة من أكثر فترات حياته إنتاجية، حيث كتب المنطق (ملاحظات على المنطق)، الذي سبق التراكتاتوس.
أثناء وجوده في النرويج، تعلم فيتغنشتاين النرويجية لتواصل مع القرويين والدنماركية لقراءة أعمال الفيلسوف سورين كيركغور. فضل المناظر الهادئة لكن وجدت سكجولدن مزدحمة له. صمم منزلًا خشبيًا صغيرًا على صخرة تطل على بحيرة إيدسفانيت. أطلق السكان المحليون على المكان "Østerrike" (النمسا). عاش هناك فترات متقطعة حتى الثلاثينيات، وكتب أجزاء كبيرة من أعماله. (هدم المنزل في 1958 وأعيد بناؤه في القرية. سوقت مؤسسة محلية لشرائه في 2014؛ أعيد بناؤه في موقعه الأصلي وافتتح في 20 يونيو 2019 بحضور دولي.)

بدأ فيتغنشتاين خلال هذا الوقت تناول ما اعتبره قضية مركزية في ملاحظات حول المنطق، وهي إجراء قرار عام لتحديد قيمة الحقيقة للمقولات المنطقية الناشئة من مقولة بدائية واحدة. أصبح مقتنعًا بأن 
 جَميع مقولات المنطق تعميمات التحصيل الحاصل، وكل تعميمات التحصيل الحاصل هي مقولات منطقية. لا توجد مقولات منطقية أخرى.
 جادل فيتغنشتاين بناءً على ذلك بأن مقولات المنطق تعبر عن صحتها أو خطئها في العلامة نفسها. لا يحتاج المرء إلى معرفة أي شيء عن الأجزاء المكونة للمقولة لتحديد صحتها أو خطئها، بل يحتاج فقط لتحديد العبارة كتحصيل حاصل (صحيح)، أو تناقض (خاطئ)، أو لا هذا ولا ذاك.

كانت المشكلة تكمن في تشكيل اقتراح بدائي يمكن من تحديد جميع البديهيات بالطريقة نفسها. في مراسلاته مع راسل في 1913، قال فيتغنشتاين: 
السؤال الكبير الآن هو، كيف يجب تشكيل نظام العلامات لكي يُمكن التعرف على كل البديهيات على أنها كذلك بنفس الطريقة تمامًا؟ هذه هي المشكلة الأساسية للمنطق!
 أولى فيتغنشتاين أهمية كبيرة لهذه المشكلة، حتى أنها جعلته يعتقد أنه إذا لم يتمكن من حلها، فإنه لا يملك رغبة أو حقًا في العيش. رغم أهمية ذلك، تخلى فيتغنشتاين عن هذا الاقتراح البدائي عندما كتب رسالة منطقية فلسفية؛ حيث لم يقدم فيها أي عملية عامة لتحديد البديهيات. أوضح ببساطة أن 
كل بديهية تُظهر بنفسها أنها بديهية.
 تحقق هذا التحول في فهم البديهيات في 1914 عندما طلب من مور مساعدته في إملاء ملاحظاته.
ضغط فيتغنشتاين، أستاذ كامبريدج، على مور لزيارة النرويج في أبريل 1914، رغم تردد مور نتيجة لإرهاق فيتغنشتاين له. اعتبر فيتغنشتاين مور، الفيلسوف دولي السمعة، مثالاً على النجاح في الحياة "بلا أي ذكاء على الإطلاق". في النرويج، تولى مور دور السكرتير، مدوناً ملاحظات فيتغنشتاين، الذي انفعل عند أي خطأ يرتكبه مور.
يشير براين ماكغينيس إلى مراسلة بين فيتغنشتاين ومور بتاريخ 7 مايو 1914، حيث أعرب فيتغنشتاين عن نيته تقديم مقال بعنوان "المنطق" كأطروحة لإتمام درجة البكالوريوس. يعتقد ماكغينيس أن المقال لم يكن مطابقًا لـ "ملاحظات على المنطق"، لكنه ربما لخّص في "ملاحظات أمليت على جي. إي. مور في النرويج" الموجودة في الملحق الثاني من دفاتر الملاحظات 1914-1916. تقترح الأدلة أن هذه الملاحظات قد تكون ما خطط فيتغنشتاين لتقديمه. تتطلب اللوائح أن تحتوي الأطروحة على مقدمة ومراجع توضح المصادر ومدى الاعتماد عليها، وهذه العناصر كانت مفقودة في مقال فيتغنشتاين. على الرغم من دور مور كأمين لجنة درجات العلوم الأخلاقية، قدم المقال لوالتر مورلي فليتشر للحصول على "رأي خارجي محايد"، فتم إبلاغه بأن المقال لا يصلح كأطروحة، وكتب لمراسلة فيتغنشتاين بهذا الشأن.

شعر فيتغنشتاين بالغضب وكتب إلى مور: 
إذا لم أكن أستحق أن تتخذ لي استثناءً حتى في بعض التفاصيل الغبية، فقد يكون من الأفضل أن أذهب إلى الجحيم مباشرة؛ وإذا كنت أستحق ذلك ولم تفعله، فعندئذ - بالله - يمكنك أن تذهب هناك.
. أبدى مور تضايقه ودوّن في مذكراته أنه شعر بالمرض ولم يستطع نسيان الرسالة. اعترف فيتغنشتاين لمور في يوليو من ذلك العام بأن "ربما لم يكن لديه سبب كافٍ للكتابة إليك كما فعلت".  لم يتحدث الاثنان مرة أخرى حتى عام 1929.

### الخدمة العسكرية
عند اندلاع الحرب العالمية الأولى، تطوع فيتغنشتاين للانضمام إلى الجيش النمساوي المجري رغم أهليته للإعفاء الطبي. خدم على متن سفينة ثم في ورشة مدفعية "على بعد عدة أميال من موقع الأحداث". تعرض لإصابة في انفجار عرضي ونقل إلى المستشفى في كراكوف. في مارس 1916، أُرسل إلى الجبهة الروسية ضمن الجيش النمساوي السابع حيث شارك في معارك عنيفة ضد هجوم بروسيلوف. وجه نيران مدفعيته من موقع مراقبة في المنطقة الحرام، إحدى أخطر المهام. كُرِّم بميدالية الاستحقاق العسكري مع السيوف وأُشيد بشجاعته ورباطة جأشه. في يناير 1917، أُرسل كعضو في فوج هاوتزر إلى الجبهة الروسية وفاز بعدة ميداليات للشجاعة، من بينها الميدالية الفضية للشجاعة، الدرجة الأولى. في عام 1918، رُقِّي إلى رتبة ملازم وأُرسل إلى الجبهة الإيطالية ضمن فوج المدفعية. رغم توصيته للميدالية الذهبية للشجاعة لدوره في الهجوم النمساوي النهائي في يونيو 1918، حصل على شريط ميدالية الخدمة العسكرية مع السيوف، إذ اعتبر أن العمل لم يؤثر بشكل كاف ليحظى بأعلى وسام.

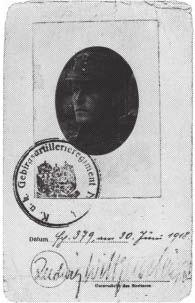
بطاقة هوية فِتجنشتاين العسكرية خلال الحرب العالمية الأولى

خلال فترة الحرب، دوّن في دفاتره تأملات فلسفية وملاحظات شخصية، معبرًا عن ازدرائه لشخصيات الجنود الآخرين. سجلت دفاتره يقظة دينية وروحية، وفي مدخل بتاريخ 11 يونيو 1915 كتب 
معنى الحياة، أي معنى العالم، يمكننا أن نسميه الله. 
وربط مع هذا المقارنة بين الله والأب. 
الصلاة هي التفكير في معنى الحياة.
 وبتاريخ 8 يوليو كتب 
الإيمان بالله يعني فهم معنى الحياة. 
الإيمان بالله يعني رؤية أن حقائق العالم ليست نهاية الأمر. 
الإيمان بالله يعني رؤية أن للحياة معنى ... 
عندما يزعج ضميري توازني، فإنني لست متفقًا مع شيء ما. لكن ما هو هذا؟ هل هو "العالم"? 
من المؤكد أنه صحيح أن نقول: الضمير هو صوت الله.
 اكتشف كتاب ليو تولستوي لعام 1896 الإنجيل في موجز في مكتبة في تارنوف، وأصبح يصطحبه معه دائمًا ويوصي به لأي شخص في ضائقة، حتى عُرف بين الجنود بـ "الرجل مع الأناجيل".
أثر الإنجيل في إيجاز بشكل واضح على فيتغنشتاين في تراكتاتوس من خلال أسلوب ترقيم الجمل الفريد في كلا الكتابين. قرأ فيتغنشتاين في عام 1916 رواية الإخوة كارامازوف لدستويفسكي باستمرار حتى حفظ مقاطع كاملة منها، وخصوصاً خطابات الشيخ زوسيما التي جسدت له نموذجاً مسيحياً قوياً، حيث كان يُمثل الرجل المقدس "الذي يستطيع أن يرى مباشرة في نفوس الآخرين".
الأسد الملك أشار إلى تغيُّر كبير في كتابات فيتغنشتاين عام 1916 عند مواجهته لمخاطر أكبر خلال القتال في الخطوط الأمامية. أكد راسل أن فيتغنشتاين عاد من الحرب شخصًا مختلفًا بموقف عميق من التصوف والزهد.

### إكمالTractatus

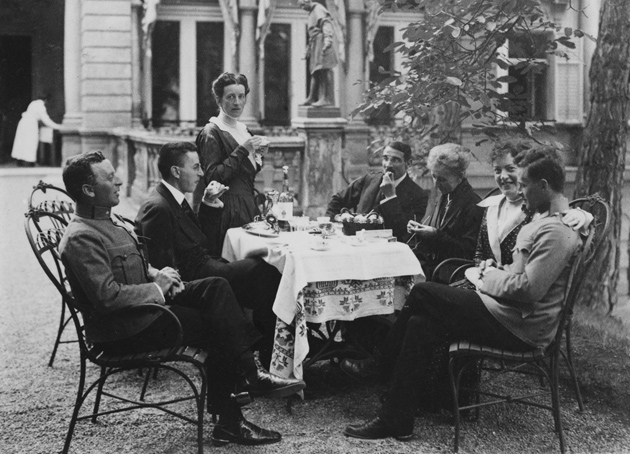
عائلة فيتغنشتاين في فيينا، صيف 1917، مع كورت (الأبعد على اليسار) ولودفيغ (الأبعد على اليمين) في زي الضباط

ذهب فيتغنشتاين في صيف 1918 إلى منزل عائلته الصيفي في فيينا، نويفالدج، خلال إجازة عسكرية. أكمل هناك في أغسطس 1918 عمل Tractatus وقدم المخطوطة تحت عنوان Der Satz (ألمانية: اقتراح، جملة، عبارة، مجموعة) إلى الناشرين جهوذا وسيجل.
توالت عليه سلسلة أحداث محزنة. بتاريخ 13 أغسطس، توفي عمه بول. وفي 25 أكتوبر، علم بعدم نشر رسائل بقرار من جاهودا وزيجل. وفي 27 أكتوبر، انتحر شقيقه كورت، ليكون الثالث من أشقائه الذي ينتحر. وحوالي هذا الوقت، أبلغته والدة ديفيد بينسنت بوفاته في حادث تحطم طائرة في 8 مايو. شعر فيتغنشتاين بالاضطراب والانتحار. أُرسل مجددًا إلى الجبهة الإيطالية بعد انتهاء إجازته، وأسرته قوات الحلفاء نتيجة هزيمة الجيش النمساوي في 3 نوفمبر في مقاطعة ترينتو. قضى تسعة أشهر في أسير معسكر أسرى الحرب إيطالي.
وصل إلى عائلته في فيينا في 25 أغسطس 1919، وكان منهكًا جسديًا وعقليًا. تحدّث باستمرار عن الانتحار، مما أرعب شقيقاته وأخاه بول. قرر التسجيل في كلية تدريب المعلمين ليصبح معلمًا في مدرسة ابتدائية والتخلص من ثروته. كانت تدرّ عليه دخلاً قدره 300،000 كرونة سنوياً في عام 1914، وزادت قيمتها بحلول عام 1919 مع وجود محفظة استثمارات كبيرة في الولايات المتحدة وهولندا. قسّم ثروته بين إخوته، باستثناء مارغريت، وأصرّ على عدم الاحتفاظ بها كوديعة لأجله. رأت عائلته أنه مريض ووافقت.

## 1920–1928: التدريس،Tractatus، هاوس فيتغنشتاين

### تدريب المعلمين في فيينا
التحق فيتغنشتاين في سبتمبر 1919 بـ كلية تدريب المعلمين في كوندمانغاسي في فيينا. وصفت شقيقته هيرمين عمله كمعلم ابتدائي بأنه كاستخدام أداة دقيقة لفتح الصناديق، وأكدت العائلة عدم التدخل. وكتب توماس برنهارد نقداً عن هذه الفترة، قائلاً: "المليونير المتعدد كمعلم في مدرسة قروية هو بالتأكيد نوع من الشذوذ".

### المناصب التدريسية في النمسا
في صيف عام 1920، عمل فيتغنشتاين كحارس بستان في أحد الأديرة. تقدّم بدايةً للحصول على وظيفة تدريس في رايشنو باستخدام اسم مستعار، وقُبل، لكنه رفض الوظيفة بعد اكتشاف هويته. رغب فيتغنشتاين كمعلم في عدم التعرف عليه كعضو في عائلة فيتغنشتاين. كتب شقيقه بول: 
من الواضح أن الشخص الذي يحمل اسمنا وتربيته الأنيقة والمتميزة يمكن التعرف عليه من بعيد، ولا يمكن تجاهله كعضو في عائلتنا. حقاً، لا نقاش في ذلك... لا أحد يمكنه إخفاء أي شيء، ولا التعليم المتطور. ولست بحاجة لإخطارك بذلك.
في عام 1920، حصل فيتغنشتاين على وظيفة كمعلم مدرسة ابتدائية في تريتينباخ، وهي قرية نائية تضم مئات الأشخاص. وصف القرية في رسائله الأولى بأنها جميلة، لكن في أكتوبر 1921 كتب إلى راسل: "ما زلت في تريتينباخ، محاطًا بالكراهية والدناءة. أعلم أن البشر ليسوا جيدين في أي مكان، ولكن هنا هم عديمو الفائدة وغير مسؤولين أكثر من أي مكان آخر." أصبح موضوع شائعات بين القرويين الذين اعتبروه غريب الأطوار. واجه مشاكل مع المعلمين الآخرين، وعندما وجد مكان إقامته صاخبًا جدًا، صنع سريرًا في مطبخ المدرسة. قدم دروسًا ليلية إضافية لعدة طلاب، مما لم يجعله محبوبًا لدى الوالدين، رغم أن بعضهم قد أحبوه. ذكرت أخته هيرمين أن الطلاب كانوا "يتسلقون بعضهم البعض حرفياً رغبة في الإجابة أو القيام بتجارب".
يبدو للبعض أنه أصبح مستبدًا. خصص الساعتان الأوليان من كل يوم للرياضيات، واستذكر بعض الطلاب هذه الساعات برعب بعد سنوات. ذكروا أنه كان يضرب الصبية بالعصا ويلكمهم أحيانًا، كما شد شعر البنات؛ لم يكن هذا مستغربًا للصبية آنذاك، لكن القرويين اعتبروا ذلك ذهابًا بعيدًا بالنسبة للفتيات، إذ لم يكن متوقعًا منهن فهم الجبر أو تلقي العقوبة البدنية بسببه. بعيدًا عن العقوبات الجسدية، أصبح أسطورة في القرية، حيث صرخ "Krautsalat!" ("سلطة الكرنب" – إشارة إلى الكرنب المقطع) عندما عزف الناظر البيانو، و"هراء!" عندما أجاب الكاهن على أسئلة الأطفال.

### نشرTractatus

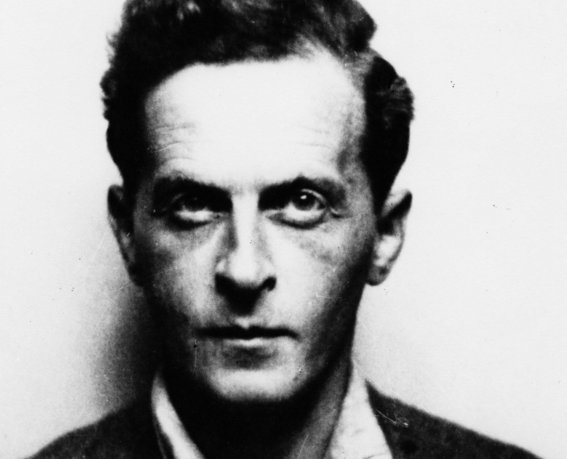
لودفيغ فيتغنشتاين، مدرس مدرسة، ق. 1922

عاش فيتغنشتاين في عزلة ريفية بالنمسا عندما نُشر المصنف لأول مرة بالألمانية عام 1921 في مجلة فيلهلم أوستفالد سجلات فلسفة الطبيعة. اعتبر فيتغنشتاين النشر نسخة قراصنة، رغم كتابة راسل مقدمة لإنجاحه بسبب صعوبته وعدم شهرة فيتغنشتاين. أعرب فيتغنشتاين عن قلقه حول تعبير اللغة عن الأفكار. فقد الثقة براسل، واتهمه بالفهم السطحي للفلسفة.
| ”                            | التصور الحديث بالكامل للعالم يقوم على الوهم بأن القوانين الطبيعية المزعومة هي تفسيرات الظواهر الطبيعية. وهكذا يتوقف الناس اليوم عند القوانين الطبيعية، متعاملين معها كشيء لا يُعتدى عليه، كما عومل الله والمصير في العصور الماضية. وفي الحقيقة كانت كلا العدتين صحيحتين وكلاهما خاطئتين؛ على الرغم من أن وجهة نظر القدماء أوضح إلى حد ما حيث أن لديهم محطة معترف بها، في حين أن النظام الحديث يحاول إخراج الأمر كما لو كانت كل الأشياء مفسرة. | “ |
| —فيتغنشتاين، المصنف، 6.371-2 | |   |

أعد فرانك رامسي الترجمة الإنجليزية في كامبريدج بناءً على تكليف من سي. ك. أوجدن، واقترح مور عنوان المصنف المنطقي الفلسفي. واجه نشر الترجمة الإنجليزية صعوبة، إذ أصر فيتغنشتاين على حذف مقدمة راسل، لكن كيجان بول طبعها في 1922 كمزدوجة اللغة. فضل الفلاسفة ترجمة 1961 لديفيد بيرس وبريان مكغينيس لأسباب لغوية، رغم موافقة فيتغنشتاين على ترجمة رامزي.<EFN>
يهدف Tractatus إلى توضيح العلاقة بين اللغة والعالم، مبينًا ما يمكن البوح به وما لا يمكن إلا أن يُظهر. يرى فيتغنشتاين أن البنية المنطقية للغة تحدد حدود المعنى، حيث تمثل حدود اللغة حدود الفلسفة. ويؤكد أن الفلسفة غالبًا ما تحاول التعبير عن ما لا يمكن التعبير عنه بوضوح. يشير إلى أن الدين والأخلاق والجماليات والغموض لا يمكن مناقشتها بمعنى دقيق. وفي المقدمة، يقول: "سيضع الكتاب حداً للتعبير عن الأفكار، لأنه لبلوغ حد التفكير ينبغي التفكير في كلا جانبي هذا الحد". 
الكتاب يتكون من 75 صفحة - قال لأودجن "أعتذر بشدة لقصر حجم الكتاب... إذا عصرتموني كالليمون لن تحصلوا على شيء أكثر"، ويُقدم سبعة افتراضات مرقمة (1–7) مع مستويات فرعية متنوعة (1، 1.1، 1.11):
1. العالم هو كل ما يكون عليه الحال.
العالم هو كل ما هو الحال.[166]
2. ما يكون عليه الحال، الحقيقة، هو وجود الوقائع الذرية.
ما يكون عليه الحال، الحقيقة، هو وجود الحقائق الذرية.
3. الصورة المنطقية للحقائق هي الفكر.
الصورة المنطقية للحقائق هي الفكر.
4. الفكر هو المقولة ذات المعنى.
الفكر هو المقولة ذات المعنى.
5. المقولة هي دالة صدق للمقولات الأولية.
المقولة هي دالة صدق للمقولات الأولية.
6. الشكل العام لدالة الصدق هو: . هذا هو الشكل العام للمقولة.
الشكل العام لدالة الصدق هو: . هذا هو الشكل العام للمقولة.
7. عما لا يمكن الكلام عنه، يجب الصمت.
عما لا يمكن الكلام عنه، يجب الصمت.

### زيارة من فرانك رامزي، بوتشبرغ

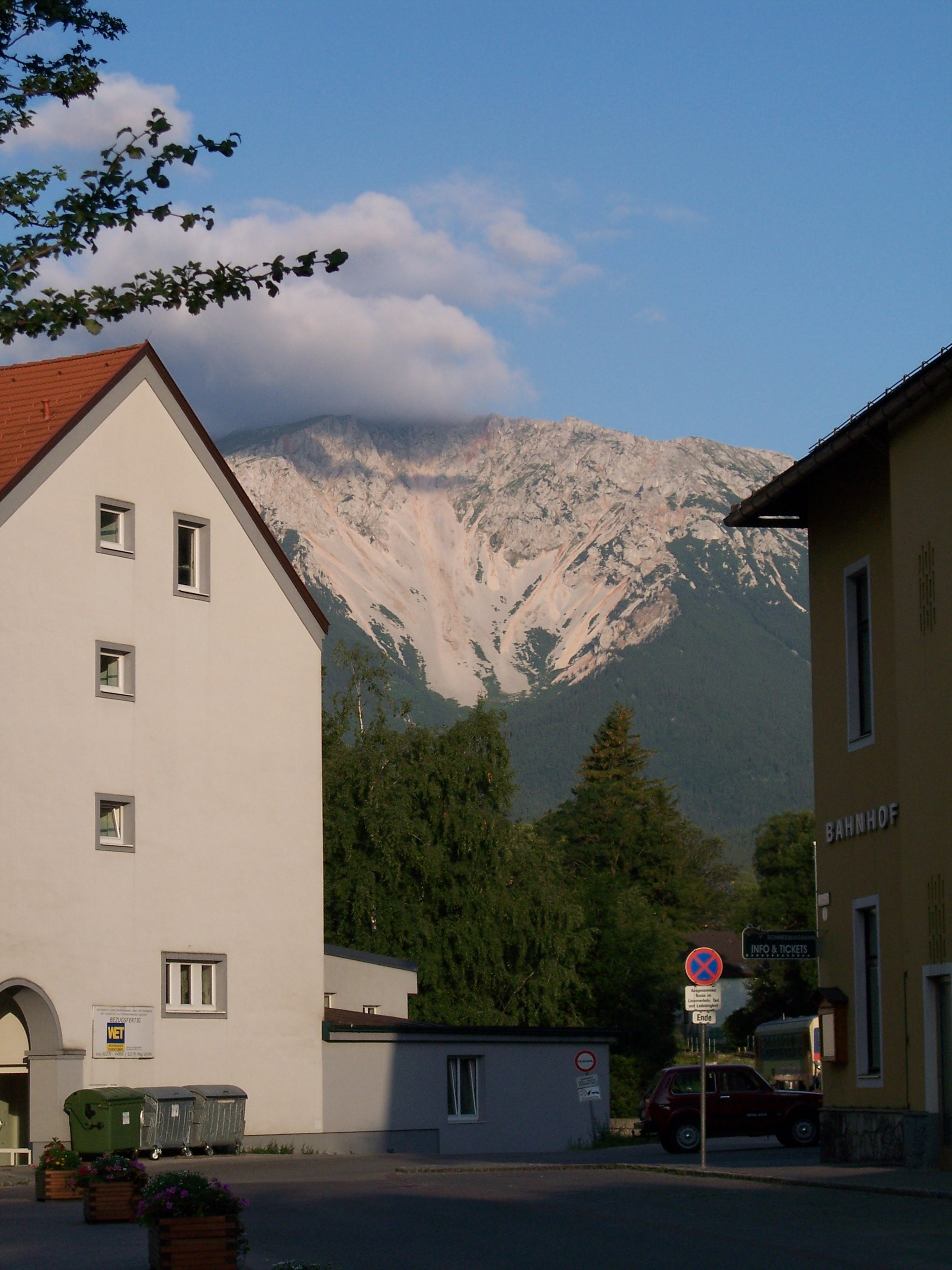
زار فرانك ب. رامزي فيتغنشتاين في بوتشبرغ آم شنايبيرغ في سبتمبر 1923.

انتقل في سبتمبر 1922 إلى مدرسة ثانوية في هاسباخ، واعتبر أهلها سيئين فوصفهم بأنهم ليسوا بشراً بل "ديدان بغيضة"، ثم غادر بعد شهر. بدأ في نوفمبر العمل بمدرسة ابتدائية في بوتشبرغ في جبال شنايبيرغ، وأخبر راسل أن القرويين هناك كانوا "ربعهم حيوانات وثلاثة أرباعهم بشراً".

زار فرانك ب. رامزي في 17 سبتمبر 1923 لمناقشة تراكتاتوس، ووافق على كتابة مراجعة له لـمايند. أرسل رسالة إلى الوطن أفادت بأن فيتغنشتاين كان يعيش بشكل مقتصد في غرفة صغيرة مطلية باللون الأبيض تحتوي فقط على سرير، وحوض غسيل، وطاولة صغيرة، وكرسي صلب. تناول رامزي وجبة المساء من خبز خشن وزبدة وكاكاو معه. استمرت ساعات مدرسة فيتغنشتاين من الثامنة إلى الثانية عشرة أو الواحدة، وترك فترة الظهيرة حرة. بعد عودة رامزي إلى كامبريدج، بدأ أصدقاؤه حملة طويلة لإقناع فيتغنشتاين بالعودة إلى كامبريدج لتجنب البيئة العدائية. رفض فيتغنشتاين جميع المساعدات حتى من عائلته. كتب رامزي إلى جون ماينارد كينز: 
[عائلة فيتجنشتاين] أغنياء جداً وقلقون للغاية ليقدموا له المال أو يفعلوا له أي شيء، ويرفض فيتغنشتاين كل محاولاتهم؛ حتى هدايا عيد الميلاد وهدايا الطعام للمريض. هذا ليس بسبب عدم التفاهم، بل لأنه لا يريد مالا لم يكسبه بنفسه... إنه أمر مؤسف للغاية.

### التدريس المستمر في أوتيرثال؛ الألمانية النمساوية القياسية؛ حادثة هايدباور
انتقل فيتغنشتاين إلى مدارس أخرى في سبتمبر 1924، هذه المرة إلى أوتيرثال بالقرب من تراتنباش. كوّن صداقة مع مدير المدرسة الاشتراكي جوزيف بوتيري. كتب خلال تلك الفترة قاموساً للنطق والهجاء للأطفال بعنوان قاموس للمدارس الشعبية، ونشر في فيينا عام 1926 بواسطة هولدر-بيشلر-تمسكي، كما كان الكتاب الوحيد المنشور له في حياته إلى جانب تراكتاتوس. بيعت الطبعة الأولى في عام 2005 بمبلغ 75،000 جنيه إسترليني. في عام 2020، صدر إصدار إنجليزي بعنوان كتاب الكلمات تُرجم بواسطة مؤرخة الفن بيتينا فونكه وصُوّر من قبل الفنان / الناشر بول تشان.
يُعد Wörterbuch für Volksschulen من الأعمال الرائدة في تصور التعدد اللغوي المركزي، والذي سبق اهتمام العلماء بهذا المجال لعقود. في مقدمة الكتاب، يُبدي فيتغنشتاين دعمه للألمانية النمساوية القياسية، حيث هدف إلى توثيقها لطلاب المدارس الابتدائية. فيتغنشتاين يقول أن القاموس ينبغي أن يتضمن فقط الكلمات المألوفة لدى الطلاب النمساويين، مستثنيًا الكلمات الألمانية التي لا تُستخدم في النمسا. يُعتبر استمرار فيتغنشتاين في دعم الألمانية متعددة المعايير سابقًا لعصره، إذ قدم هذا الموقف في وقت كانت فيه المناقشات حول المعايير القياسية الألمانية قد بدأت لتوها.
في أبريل 1926، وقع ما يُعرف بحادثة Der Vorfall Haidbauer. تعرض يوزف هايدباور، تلميذ بطيء التعلم، للضرب من قبل فيتغنشتاين مما أدى إلى انهياره. نقل فيتغنشتاين هايدباور إلى مدير المدرسة ثم غادر بسرعة، تاركًا السيد بيريبور، والد تلميذة أخرى، غاضبًا من تصرفاته. انتقد بيريبور فيتغنشتاين بشدة وحاول استدعاء الشرطة، لكن فيتغنشتاين كان قد غادر القرية. استقال فيتغنشتاين من التدريس في 28 أبريل 1926 بعد محاولات لإقناعه بالبقاء. بدأت الإجراءات القانونية في مايو وامتدت لفترة، لكن لم تُكشف أي تفاصيل عن القضية لاحقًا. يُشير ألكسندر وو إلى احتمال تدخل عائلة فيتغنشتاين في تغطية الأمر. توفي هايدباور لاحقًا بسبب هيموفيليا، بينما يذكر مونك وفاته في سن الرابعة عشرة جراء سرطان الدم.  

في عام 1936، ظهر فيتغنشتاين بلا سابق إنذار في القرية، يرغب في الاعتراف شخصيًا وطلب العفو من الأطفال الذين ضربهم سابقًا. زار أربعة من الأطفال على الأقل، منهم هيرمين بيريباور التي اكتفت برد "نعم، نعم"، بينما كان الآخرون أكثر ترحيبًا. كتب مونك أن هدف هذه الاعترافات لم يكن 
أن يؤذي كبرياءه كنوع من العقاب؛ بل كان لتفكيكه - لإزالة حاجز، كما كان، يقف في طريق التفكير الصادق واللائق.
 وقال فيتغنشتاين عن الاعتذارات، 
لقد أدخلني هذا إلى مياهه أكثر استقرارًا... وإلى جديّة أكبر.

### دائرة فيينا
ناقش الفلاسفة Tractatus بشكل واسع، مما جعل فيتغنشتاين شهيراً دوليًا. تطورت مجموعة تجريبيو فيينا من الفلاسفة والعلماء والرياضيين بتأثير قراءة Tractatus كما يُزعم. لم يكن فيتغنشتاين جزءًا من دائرة فيينا فعليًا. كتب الفيلسوف الألماني أوزوالد هانفلين: "لم يكن فيتغنشتاين عضوًا في الدائرة، رغم وجوده في فيينا معظم الوقت." يشير بريان مكجينيس إلى تشكيك في حضور فيتغنشتاين أي اجتماعات رسمية لدائرة فيينا. ومع ذلك، أكد هانفلين أن "تأثيره على فكر الدائرة كان مهما مثل تأثير أي عضو."
يجادل الفيلسوف أنتوني جرايلنج بأن أوجه التشابه السطحية بين فلسفة فيتغنشتاين المبكرة والوضعية المنطقية دفعت أعضاءها لدراسة Tractatus بترتيب ومناقشات معه، لكن تأثير فيتغنشتاين على الدائرة كان محدودًا جدًا. كانت الآراء الفلسفية الأساسية للدائرة قد تأسست قبل لقائهم بفيتغنشتاين، وجذورها تعود إلى التجريبية البريطانية، وإرنست ماخ، ومنطق فريجه ورسل. اقتصر تأثير فيتغنشتاين في الغالب على موريتز شليك وFriedrich Waismann، وكان تأثيره على وضعيتهم ضئيلًا. يصرح جرايلنج بأنه "لم يعد من الممكن التفكير في Tractatus كمصدر إلهام لحركة فلسفية، كما زعم معظم المعلقين السابقين."
التقى شليك بفيتغنشتاين لأول مرة في عام 1927، واجتمع معه عدة مرات قبل أن يقبل فيتغنشتاين تقديمه لبعض زملائه. من عام 1927 إلى 1928، التقى فيتغنشتاين بمجموعات صغيرة ضمت شليك ووايزمان، وأحيانًا رودولف كارناب وهربرت فيجل وزوجته المستقبلية ماريا كيسبر. بدءًا من عام 1929، اقتصرت لقاءات فيتغنشتاين على شليك ووايزمان. سجل وايزمان المحادثات من الاجتماعات بين ديسمبر 1929 ومارس 1932، ونُشرت في لودفيغ فيتغنشتاين والدائرة الفيينية (1979). كلف شليك وايزمان بكتابة عرض لفلسفة فيتغنشتاين، لكن المشروع شهد تغييرًا كبيرًا. نُشر النص النهائي، الذي استلهم من فيتغنشتاين ولكن كان خاصًا بوايزمان، بعنوان مبادئ الفلسفة اللغوية (1965). ونُشرت مواد مسودة إضافية وإملاءات تحت تحرير جوردون بيكر في عام 2003.

في سيرته الذاتية، وصف رودولف كارناب فيتغنشتاين بأنه المفكر الأكثر إلهامًا له. ومع ذلك، أقر بوجود اختلاف واضح بين موقف فيتغنشتاين تجاه المشاكل الفلسفية وموقفه وموقف شليك، حيث اقترب موقفهم من المشاكل الفلسفية من موقف العلماء تجاه مشاكلهم. بالنسبة لفيتغنشتاين: 
وجهة نظره ومواقفه تجاه الناس والمشاكل، حتى النظرية منها، تشبه موقف فنان مبدع وليس عالمًا، حتى إن بيانه يظهر كقطعة فنية مستحدثة أو وحي إلهي. ترك انطباعًا بأنه استلهم البصيرة كإلهام إلهي، مما جعل أي تعليق عقلاني يبدو تدنيسًا.

### منزل فتجنشتاين
| ”           | "لا أهتم بتشييد مبنى، بل أعمل على [...] عرض أسس كل المباني الممكنة على نفسي." | “ |
| —فيتجنشتاين |                                                                               |   |

في عام 1926، عمل فيتغنشتاين كَبستاني في دير هوتيلدورف لعدة أشهر، حيث استفسر عن الانضمام إلى الرهبنة. دعاته أخته مارغريت للمساعدة في تصميم منزلها الجديد في شارع كوندمانغاس بفيينا. طور فيتغنشتاين، مع صديقه باول إنغلمان وفريق معماريين، منزلًا حداثيًا بسيطًا. ركز فيتغنشتاين بشكل خاص على النوافذ والأبواب والمشعات، مطالبًا بأن تكون جميع التفاصيل كما حدد. عند اقتراب الانتهاء من المنزل، رفع فيتغنشتاين السقف بمقدار 30 ملم للحصول على نسب الغرفة التي أرادها. يكتب مونك أن "هذا ليس هامشيًا كما قد يبدو، لأنه بالضبط هذه التفاصيل تضفي على المنزل جماله الفريد."
استغرق فيتغنشتاين عام لتصميم مقابض الأبواب وعاماً آخر لتصميم المشعاعات. غطت شاشة معدنية كل نافذة بوزن 150 كلغ، وحركها بواسطة بكرة صممها بنفسه. وصف برنارد لايتنر في كتابه عمارة لودفيج فيتغنشتاين العمل بأنه فريد في تاريخ التصميم الداخلي: "بارع ومكلف. ستارة معدنية يمكن أن تُخفض إلى الأرض."
اكتمل بناء المنزل في ديسمبر 1928، واحتفلت العائلة هناك بعيد الميلاد. كتبت هيرمين، شقيقة فيتغنشتاين، أن المنزل أدهشها واعتبرته إقامة للآلهة. وصرح فيتغنشتاين أن المنزل الذي شيده لغريتيل يعكس حساسية و"أخلاق" سليمة وتعبير عن "فهم" كبير، لكنه يفتقر إلى "الحياة البدائية"، الحياة الوحشية التي تسعى للظهور. أشار مونك إلى أن هذا ينطبق أيضًا على التمثال الطيني الذي صنعه فيتغنشتاين لمارجريت ريسبينغر عام 1926. وأكد راسل أن "الحياة الوحشية" هذه تعد جوهر العمل الفلسفي لفيتغنشتاين.

## 1929–1941: الزمالة في كامبريدج
عمل الباحث في جامعة كامبريدج خلال فترة 1929 حتى 1941. انضم إلى قسم الرياضيات وشارك في العديد من المشاريع البحثية. أسهمت أبحاثه في تطوير عدة مجالات علمية. شهدت الفترة تعاونًا مع أكاديميين بارزين لتعزيز المعرفة الأكاديمية.

### دكتوراه وزمالة

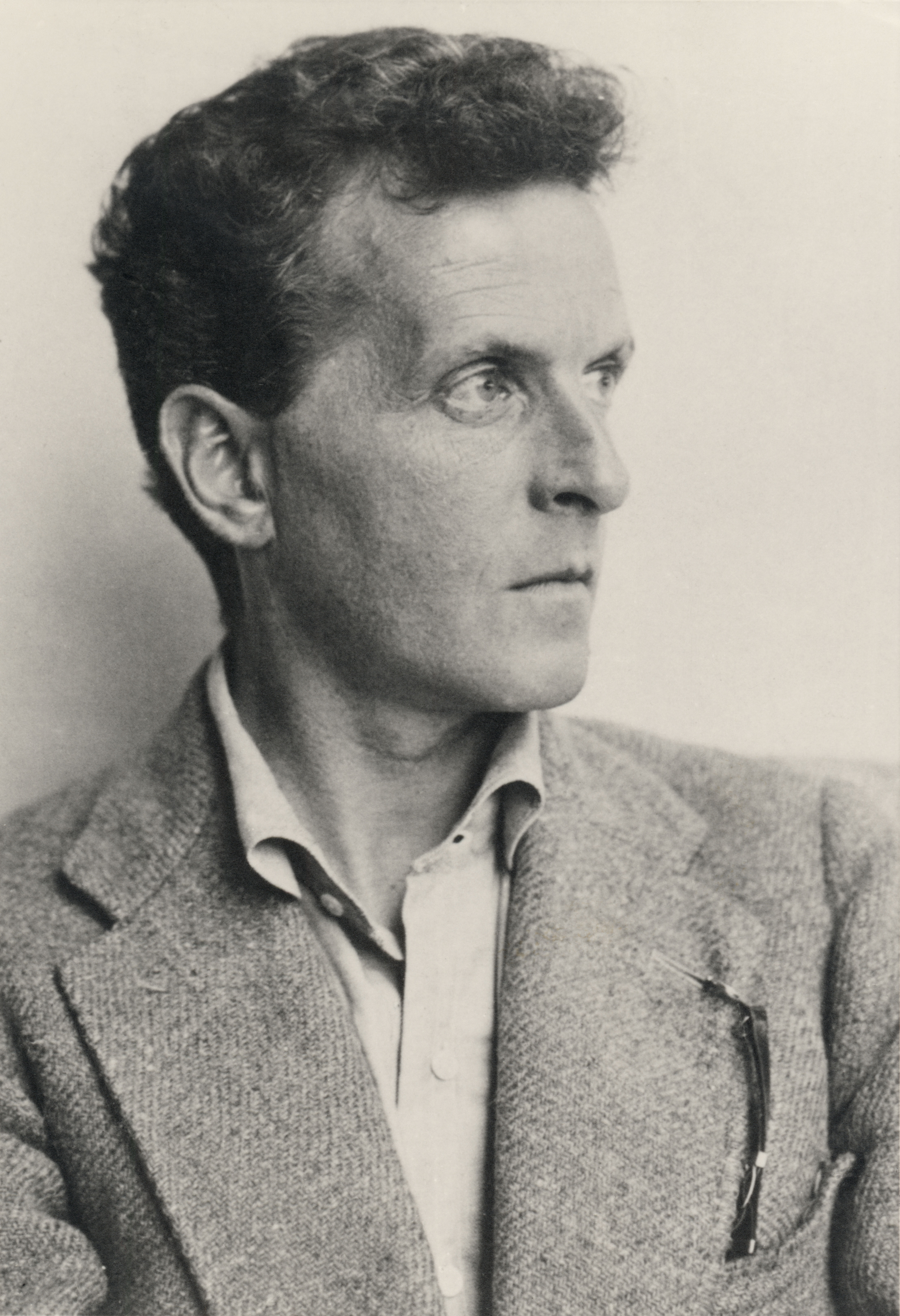
لودفيغ ويتغنشتاين، 1930

حضر ويتغنشتاين مؤتمراً في فيينا للرياضي لويتسن براور، مما جعله يفكر في العودة إلى الفلسفة. أعاده إلحاح رامزي وآخرين إلى كامبريج في عام 1929. كتب كينز لزوجته عن وصوله قائلاً: "حسناً، لقد وصل الله. قابلته في قطار الساعة 5.15." رغم شهرته، لم يتمكن ويتغنشتاين من العمل هناك بدايةً لعدم حصوله على درجة علمية، فقدم طلباً كطالب جامعي متقدم. لاحظ راسل أن إقامته السابقة كافية للحصول على دكتوراه، وحثه على تقديم تركتاتوس كأطروحة. فحص راسل ومور الأطروحة في عام 1929؛ وبنهاية الدفاع، صفق ويتغنشتاين لهما على الكتف قائلاً: "لا تقلقوا، أعلم أنكم لن تفهموها أبداً." يتذكر برايثوايت أن مور كتب في تقرير الممتحن: "أنا أعتبر أن هذا عمل عبقري؛ لكن، حتى لو كنت مخطئًا، فإنه أعلى بكثير من المستوى المطلوب لدرجة الدكتوراه." عين ويتغنشتاين محاضراً وزميلاً في كلية ترينيتي.

### آنشلوس

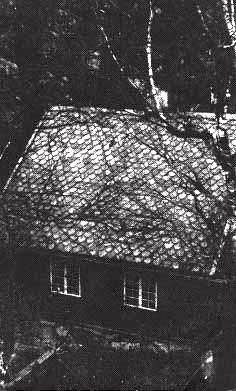
صورة لمنزل فيتغنشتاين في النرويج، أُرسلت إلى جورج إدوارد مور، أكتوبر 1936

عاش فيتغنشتاين في النرويج من عام 1936 إلى 1937، حيث عمل على التحقيقات الفلسفية. قدم في شتاء 1936/1937 سلسلة "اعترافات" لأصدقاء مقربين حول مخالفات بسيطة، سعيًا للتطهير الذاتي. سافر في عام 1938 إلى أيرلندا لزيارة صديقه موريس أوكونور دروري، الذي أصبح طبيبًا نفسيًا، وفكر في التدرب في هذا المجال والتخلي عن الفلسفة. جاءت زيارته استجابة لدعوة من تيشخ أيرلندا آنذاك، إيمون دي فاليرا، الذي كان يخطط لتأسيس معهد دبلن للدراسات المتقدمة.
بينما كان في أيرلندا في مارس 1938، ضمت ألمانيا النمسا في أنشلوس. أصبح فيتغنشتاين الآن يهودياً وفقاً لـالقوانين العرقية لعام 1935، لأن ثلاثة من أجداده كانوا يهوداً. في يوليو، صار فيتغنشتاين بموجب القانون مواطناً في ألمانيا النازية الموسعة، إذ لم يكن مؤهلاً ليصبح مواطناً في الرايخ لكونه يهودياً. صَنَّفت قوانين نورمبرغ الأفراد كيهود (Volljuden) إذا كان لديهم ثلاثة أو أربعة أجداد يهود، وكدماء مختلطة (Mischling) إذا كان لديهم واحد أو اثنان. فرضت القوانين قيوداً على فيتغنشتاين تخص الزواج والعلاقات الجنسية وفرص العمل.
غادر شقيقه بول إلى إنجلترا وبعدها إلى الولايات المتحدة عقب الأنشلوس. اكتشف النازيون علاقته مع هيلدي شانيا، ابنة صانع جعة ولها منه طفلان دون زواج، وتزوجها لاحقًا. بسبب عدم يهوديتها، وجهوا له تهمة راسينشانده (تدنيس عرقي). لم يخبر أحدًا برحيله عدا هيلدي، ووافقت على مرافقتِه. غادر بهدوء لدرجة اعتقاد البعض بأنه الأخ الرابع من عائلة فيتغنشتاين الذي انتحر.
بدأ فيتغنشتاين التحقيق في الحصول على الجنسية البريطانية أو الأيرلندية بمساعدة كينز، واعترف لأصدقائه في إنجلترا بأنه ضللهم سابقًا بالقول إن لديه جدًا يهوديًا واحدًا فقط، بينما كان لديه في الحقيقة ثلاثة.
قبل غزو بولندا، منح هتلر شخصيًا وضع مشلينغ لأبناء عائلة فيتغنشتاين. حصل هتلر عام 1939 على 2،100 طلب للحصول على وضع مشلينغ (أو للترقيات داخله)، ووافق على 12 فقط. ذكر أنتوني جوتليب أن جد الأسرة كان ابنًا غير شرعي لأمير ألماني، ما أتاح للبنك المركزي بألمانيا المطالبة بالعملة الأجنبية، والأسهم، و1700 كغ من الذهب التي كانت محفوظة في سويسرا من قبل صندوق الأسرة. غريتيل، بحكم زواجها من أمريكي، بدأت المفاوضات حول الوضع العرقي للأسرة، واستغلت احتياطات العائلة الكبيرة من العملة الأجنبية كأداة تفاوض. هرب بول إلى سويسرا ثم إلى الولايات المتحدة في يوليو 1938، ورفض المفاوضات، مما قسم الأشقاء نهائيًا. بعد الحرب، لم يزر بول هيرمين عند احتضارها في فيينا، ولم يتواصل مع لودفيغ أو غريتيل.

### أستاذ الفلسفة
استقال جورج إدوارد مور من كرسي الفلسفة في عام 1939، وانتخب فتجنشتاين خلفًا له. حصل على الجنسية البريطانية في 12 أبريل 1939. في يوليو 1939، سافر إلى فيينا لمساعدة غريتِل وأخواته، وزار برلين ليوم واحد للقاء مسؤول من بنك الرايخ. بعد ذلك، ذهب إلى نيويورك لإقناع بول لدعم الخطة. منح الإعفاء المطلوب في أغسطس 1939، ووقعت عائلة فتجنشتاين للنظام النازي على مبلغ غير معروف من الأصول، بما في ذلك 1،700 كيلوغرام من الذهب، قبل أسبوع من اندلاع الحرب.
نورمان مالكوم، زميل باحث ما بعد التخرج في كامبردج، وصف انطباعاته الأولى عن فيتغنشتاين عام 1938: 
في اجتماع نادي العلوم الأخلاقية، عند بدء النقاش، حاول شخص ما التعبير بصعوبة. كانت كلماته غير مفهومة لي. همست لجاري، 'من هذا؟': فأجاب، 'فيتجنشتاين'. اندهشت لتوقعاتي بأن المؤلف الشهير لـرسالة منطقية فلسفية رجل مسن، بينما بدا شابًا - حوالي 35 عامًا (كان عمره الحقيقي 49). كان وجهه نحيفًا وبنيًا، بملامح حكيمة وجميلة، ورأسه مليء بشعر بني مجعد. لاحظت الانتباه المحترم الذي أولاه الجميع له. بعد البداية غير الناجحة، صمت بوضوح مصارعًا أفكاره. بدا مركزًا، وحرك يديه كما لو كان يحاضر... سواء في المحاضرات أو الحديث الخاص، تحدث فيتغنشتاين دومًا بشكل مؤكد وبتنغيم مميز. تحدث الإنجليزية بإتقان، بلكنة رجل إنجليزي، رغم بروز ألفاظ ألمانية في تراكيبه. كان صوته رنانًا، وكلماته تخرج بقوة. كل من سمعه أدرك أنه شخص فريد. كان وجهه متحركًا ومعبرًا عند الحديث. كانت عيناه عميقتين وشديدة التعبير. كانت شخصيته آمرة.

يصف مالكوم برنامج محاضرات فيتغنشتاين قائلاً: 
لم تكن هذه الاجتماعات مجرد "محاضرات" كما أسماها فيتجنشتاين. أجرى أبحاثًا أصلية خلالها، وغالبًا ما شملت حوارات. أحيانًا منع الأسئلة والتعليقات بحركة حازمة عندما حاول استبصار فكرة. شهدت الاجتماعات فترات صمت متكررة مع تمتمات من فيتغنشتاين واهتمام شديد من الحضور. أبدى فيتغنشتاين توترًا ونشاطًا مع نظرة مركزة ووجه نابض بالحياة وحركات يد ملفتة وتعبير صارم. كان الحضور يدركون جدية واندماج فيتغنشتاين وقوته الفكرية، حيث كان مروعًا في الفصول.
بعد العمل، استرخى الفيلسوف بمشاهدة أفلام الغرب الأمريكي. فضل الجلوس في مقدمة السينما، وقرأ القصص البوليسية، خاصة تلك التي كتبها نوربرت ديفيس. كتب نورمان مالكولم أن فيتغنشتاين كان يُسرع إلى السينما عند انتهاء الحصة الدراسية.
بحلول هذا الوقت، تغيَّرت وجهة نظر فيتغنشتاين بشأن أسس الرياضيات بشكل كبير. ظنَّ فيتغنشتاين في سنواته العشرين الأولى أن المنطق يمكن أن يوفر أساسًا متينًا، واعتبر تحديث مبادئ الرياضيات لراسل ووايتهيد. أنكر الآن وجود حقائق رياضية للاكتشاف. ألقى سلسلة من المحاضرات عن الرياضيات، ناقش فيها هذا ومواضيع أخرى، وُثِّقت في كتاب يشمل محاضراته وأحاديثه مع عدد من الطلاب، من بينهم الشاب آلان تورنغ، الذي وصف فيتغنشتاين بأنه "رجل غريب جداً". استمرَّت مناقشاتهما حول العلاقة بين المنطق الحاسوبي ومفاهيم الحقيقة اليومية.
ناقشت الفيلسوفة والمربية اليونانية هيل لامبريديس محاضرات فيتغنشتاين خلال السنوات 1940–1941. كتبت لامبريديس نصًا حواريًا متخيلاً معه، استعرضت فيه رؤاها حول التشابه واللغة والمفاهيم الأولية والصور الذهنية. نُشر جزء منه في عام 1963 في مجلة نادي فولتير الألمانية. بعد وفاتها، أصدرت أكاديمية أثينا الحوار الكامل في عام 2004.

## 1941–1947: مستشفى جاي ومستشفى رويال فيكتوريا
اعتبر فيتغنشتاين الحرب (الحرب العالمية الثانية) عائقًا عن دراسة الفلسفة. أبدى غضبه إذا أراد أي طالب أن يصبح فيلسوفًا محترفًا.
في سبتمبر 1941، سعى فيتغنشتاين للحصول على وظيفة يدوية في مستشفى غاي بلندن عن طريق جون رايل، شقيق غلبرت رايل. شغل فيتغنشتاين منصب ناقل في الصيدلية، حيث كان يوصل الأدوية للأجنحة وينصح المرضى بعدم تناولها. وخلال يناير 1942، زار فيتغنشتاين منزل جون رايل في ساسكس والتقى عائلته الذين وجدوه غريب الطباع وصعب التواصل. لم يُعلم العاملون بالمستشفى هويته، رغم تعرف البعض عليه بسبب حضوره اجتماعات أكاديمية. توسل فيتغنشتاين إلى أحدهم بإخفاء هويته. بعض الموظفين أطلقوا عليه اسم الأستاذ وسمحوا له بالعشاء مع الأطباء. في الأول من أبريل 1942، أفصح فيتغنشتاين عن مستقبل قاتم وحياة بلا أمل أو أصدقاء. في ذلك الوقت، أجرى عملية جراحية لإزالة حصاة صفراوية كانت تزعجه لسنين.
طور صداقة مع كيث كيرك، صديق مراهق من الطبقة العاملة لـفرانسيس سكينر، طالب الرياضيات الذي كانت تربطه علاقة بوته حتى وفاة سكينر في 1941 بسبب شلل الأطفال. تخلى سكينر عن المجال الأكاديمي جزئياً بسبب تأثير فيتغنشتاين، وعمل ميكانيكياً في 1939 مع كيرك كمتدرب له. ارتبط كيرك وويتهنشتاين بصداقة، حيث قدم ويتهنشتاين لكيرك دروساً في الفيزياء لمساعدته في اجتياز امتحان City and Guilds. خلال فترة وحدته في جايز كتب في مذكراته: "لمدة عشرة أيام لم أسمع شيئًا من ك، على الرغم من أنني ضغطت عليه قبل أسبوع لأخبار. أعتقد أنه ربما كسر علاقته معي. فكرة مأساوية!" تزوج كيرك بالفعل، ولم يلتقيا مرة أخرى.
التقى فيتغنشتاين خلال وجوده في مستشفى جاي بالطبيب بازيل ريف، المهتم بالفلسفة، والذي كان يعمل مع ر. ت. جرانت لدراسة تأثير صدمة الجروح، وهي حالة مرتبطة بنقص حجم الدم، على ضحايا الغارات الجوية. بعد نهاية الغارات وانخفاض الإصابات، انتقل جرانت وريف في نوفمبر 1942 إلى مستشفى فيكتوريا الملكية في نيوكاسل أبون تاين لدراسة إصابات المرور والصناعة. عرض جرانت على فيتغنشتاين منصب مساعد مختبر بأجر 4 جنيهات أسبوعياً، حيث أقام في نيوكاسل (في 28 براندلينغ بارك، جيسموند) من 29 أبريل 1943 حتى فبراير 1944. عمل فيتغنشتاين هناك وتواصل اجتماعياً مع إيراسموس بارلو، أحد أحفاد تشارلز داروين.
في صيف عام 1946، فكر فيتغنشتاين كثيرًا في مغادرة كامبردج والاستقالة من منصبه كرئيس. استاء فيتغنشتاين من وضع الفلسفة، خاصة المقالات المنشورة في مجلة مايند. أحب فيتغنشتاين بن ريتشاردز، الطالب في الطب، وكتب في مذكراته: "حبي لـ ب. جعل المخاوف الأخرى المرتبطة بموقفي وعملي تتراجع." في 30 سبتمبر، كتب فيتغنشتاين عن كامبردج بعد عودته من سوانزي: "كل شيء هنا يثير اشمئزازي. الجمود، الاصطناعية، والرضا عن الذات في الناس. الجو الجامعي يصيبني بالغثيان."
حافظ Wittgenstein على اتصال فقط مع Fouracre من مستشفى Guy's. انضم Fouracre إلى الجيش عام 1943 بعد زواجه، وعاد في عام 1947. أظهر Wittgenstein رغبته في عودة Fouracre بسرعة من الحرب من خلال مراسلات متكررة معه خلال فترة غيابه.

في مايو 1947، خاطب فيتغنشتاين مجموعة من الفلاسفة في أكسفورد لأول مرة في جمعية جوييت. تناول النقاش صحة Cogito ergo sum لـديكارت. تجاهل فيتغنشتاين السؤال وطبق منهجه الفلسفي الخاص. لم يكن هارولد آرثر بريتشارد، الذي حضر الحدث، راضياً عن أساليب فيتغنشتاين؛
فيتجنشتاين: إذا قال لي شخص، بالنظر إلى السماء، 'أعتقد أنه ستمطر، ولذلك فأنا موجود'، لا أفهمه.
بريتشارد: كل هذا رائع جدًا؛ ما نريد معرفته هو: هل cogito صحيح أم لا؟

## 1947–1951: السنوات الأخيرة
| ”                             | الموت ليس حدثًا في الحياة: نحن لا نعيش لنختبر الموت. إذا أخذنا الأبدية لتعني الخلود وليس الامتداد الزمني اللامحدود، فإن الحياة الأبدية تخص الذين يعيشون في الحاضر. حياتنا لا نهاية لها بالطريقة التي ليس لها حدود لمجال رؤيتنا. | “ |
| —فيتجنشتاين، تراكتاتوس، 6.431 | |   |

استقال فيتغنشتاين من منصبه كأستاذ في كامبريدج عام 1947 ليركز على كتاباته. سافر عامي 1947 و1948 إلى جزيرة أيرلندا، حيث أقام في فندق روس في دبلن وفي مزرعة في ردكروس، مقاطعة ويكلاو، حيث بدأ مخطوطة MS 137، المجلد R. بحثًا عن العزلة، انتقل إلى كوخ في روسرو يطل على ميناء كييلاري، كونايمارا، مملوك من قبل شقيق دروري.
قبل لودفيج فيتغنشتاين دعوة نورمان مالكولم للإقامة معه في إثاكا (نيويورك) في أبريل 1949. غادر رغم شعوره بالمرض، حيث شخّص طبيب في دبلن حالته بفقر الدم. تُوثِّق تفاصيل إقامته تلك في مذكرات نورمان مالكولم لودفيج فيتغنشتاين: مذكرات. فيتغنشتاين ناقش هناك المعرفة والشك الفلسفي، مما أدى إلى كتابته عن اليقين. 
عاد إلى لندن حيث شُخِّص بإصابته بـسرطان البروستاتا غير القابل للعلاج. تنقّل بعدها كثيرًا، وقضى وقتًا في فيينا حيث توفيت شقيقته هيرمين في 11 فبراير 1950. كتب عن حزنها قائلاً: "خسارة كبيرة لي ولنا جميعًا." أقام بعدها مع أصدقاء في كامبريدج ولندن وأكسفورد. في أغسطس، ذهب إلى النرويج مع بن ريتشاردز قبل أن يعود إلى كامبريدج حيث أقام في منزل طبيبه، إدوارد بيفن وزوجته جوان، الذين وافقوا على أن يبقى معهم في أيامه الأخيرة. سرعان ما أصبح فيتغنشتاين وجوان أصدقاء مقربين.
بحلول عام 1951، اتضحت لديه محدودية الوقت. كتب وصية جديدة في أكسفورد بتاريخ 29 يناير، عيّن فيها ريز كمنفذ للوصية، وأنسكومب وفون رايت كإداريين لأعماله الأدبية، وكتب لنورمان مالكوم في الشهر نفسه قائلاً إن "عقله ميت تمامًا"، مؤكدًا أنه يعرف أن الحياة لا بد أن تنتهي يومًا. في فبراير، عاد إلى منزل بيفان للعمل على MS 175 وMS 176، ونُشرت هذه المخطوطات لاحقًا كـ ملاحظات حول اللون وحول اليقين. كتب إلى مالكوم في 16 أبريل، قبل وفاته بـ 13 يومًا:
حدث لي شيء مذهل. وجدت نفسي فجأة في الإطار الذهني المناسب لممارسة الفلسفة. كنت متأكدًا لن أستطيع القيام بذلك مرة أخرى. لأول مرة بعد سنتين يرتفع الستار في عقلي؛ جعلني أشعر بتحسن كبير.

### الوفاة

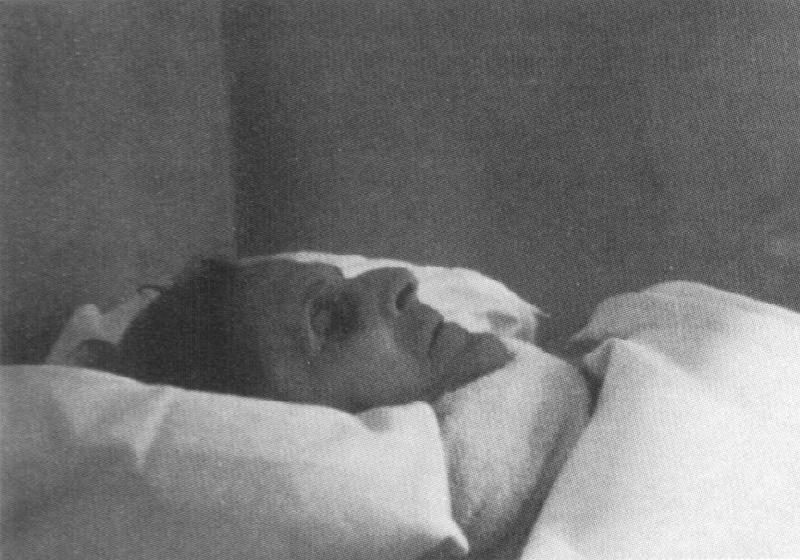
فيتغنشتاين على فراش الموت، 1951

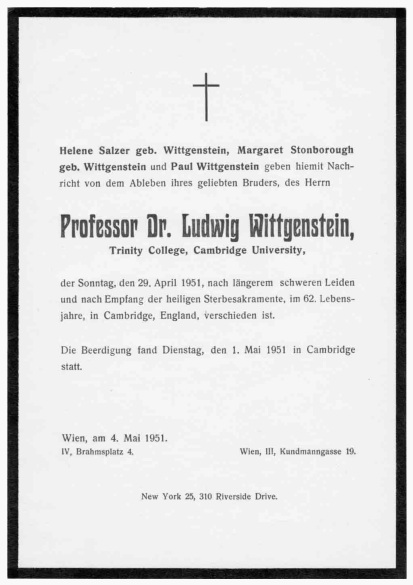
إخطار وفاة صادر عن عائلة لودفيغ

بدأ ويدغنشتاين العمل على مخطوطته الأخيرة، MS 177، في 25 أبريل 1951. احتفل بعيد ميلاده الـ62 في 26 أبريل. خرج في نزهة بعد الظهر وكتب آخر مدونة في 27 أبريل. تلك الليلة، تدهورت حالته الصحية؛ وعندما أخبره طبيبه بأنه قد يعيش بضعة أيام فقط، رد قائلاً: "جيد!". رافقته جوان طوال الليل، وقبل فقدانه الوعي النهائي في 28 أبريل، قال لها: "أخبريهم أنني عشت حياة رائعة." وصف نورمان مالكوم هذه اللحظة بأنها "تصريح مؤثر على نحو غريب".
وصل أربعة من طلاب فيتغنشتاين السابقين إلى جانبه، وهم بن ريتشاردز، وإليزابيث أنسكومب، ويوريك سميثيز، وموريس أوكونور دروري. مثلت أنسكومب وسميثيز الكاثوليك، وبناءً على طلب سميثيز، حضر أيضًا راهب دومينيكاني، الأب كونراد بيبلر، حيث كان فيتغنشتاين يرغب في حضور "كاهن ليس فيلسوفًا"، وقد التقى ببيبلر عدة مرات. ذكر الطلاب أن فيتغنشتاين أعرب سابقًا عن أمله أن يصلي أصدقاؤه الكاثوليك من أجله، فاستجابوا لذلك، وأعلنوا وفاته لاحقًا بوقت قصير.

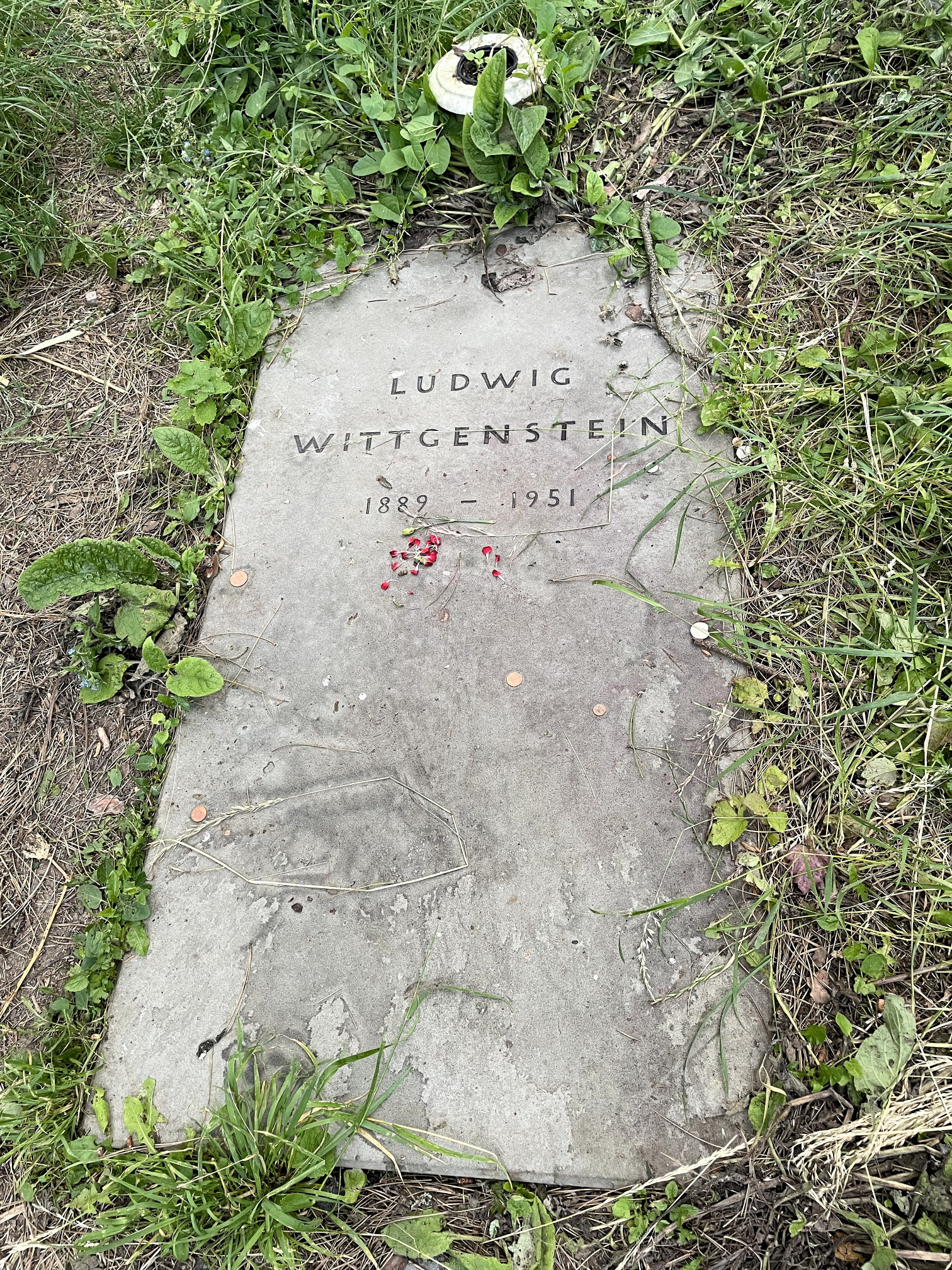
قبر Wittgenstein في مقبرة الرعية الصعود في كامبريدج، 2021

دفن Wittgenstein وفق الطقوس الكاثوليكية في مقبرة أبرشية الصعود في كامبريدج. قلق Drury لاحقاً حول صحة هذا القرار. جددت الجمعية البريطانية لـ Wittgenstein شاهد القبر في عام 2015.
فيما يتعلق بآرائه الدينية، اهتم فيتغنشتاين بالكاثوليكية وتعاطف معها، لكنه لم يعتبر نفسه كاثوليكيًا. ذكر نورمان مالكوم أن فيتغنشتاين رآها كطريقة حياة وليست مجموعة معتقدات، حيث لم يعتنق أي إيمان ديني. 
يحرص فيتغنشتاين على الحفاظ على وضوح النقاشات، سواء كانت دينية أم غير دينية، دون أن يهدف إلى دعم الدين أو رفضه. — ت. لابرون (2006)
اعتبر بعض المعلقين فيتغنشتاين لاأدريًا بعمق.
| ”                  | لن أقول "أراك غدًا" لأن ذلك يشبه التنبؤ بالمستقبل، وأدرك تمامًا أنني لا أستطيع ذلك. | “ |
| —فيتغنشتاين (1949) |                                                                                   |   |

## 1953: نشرالتحقيقات الفلسفية

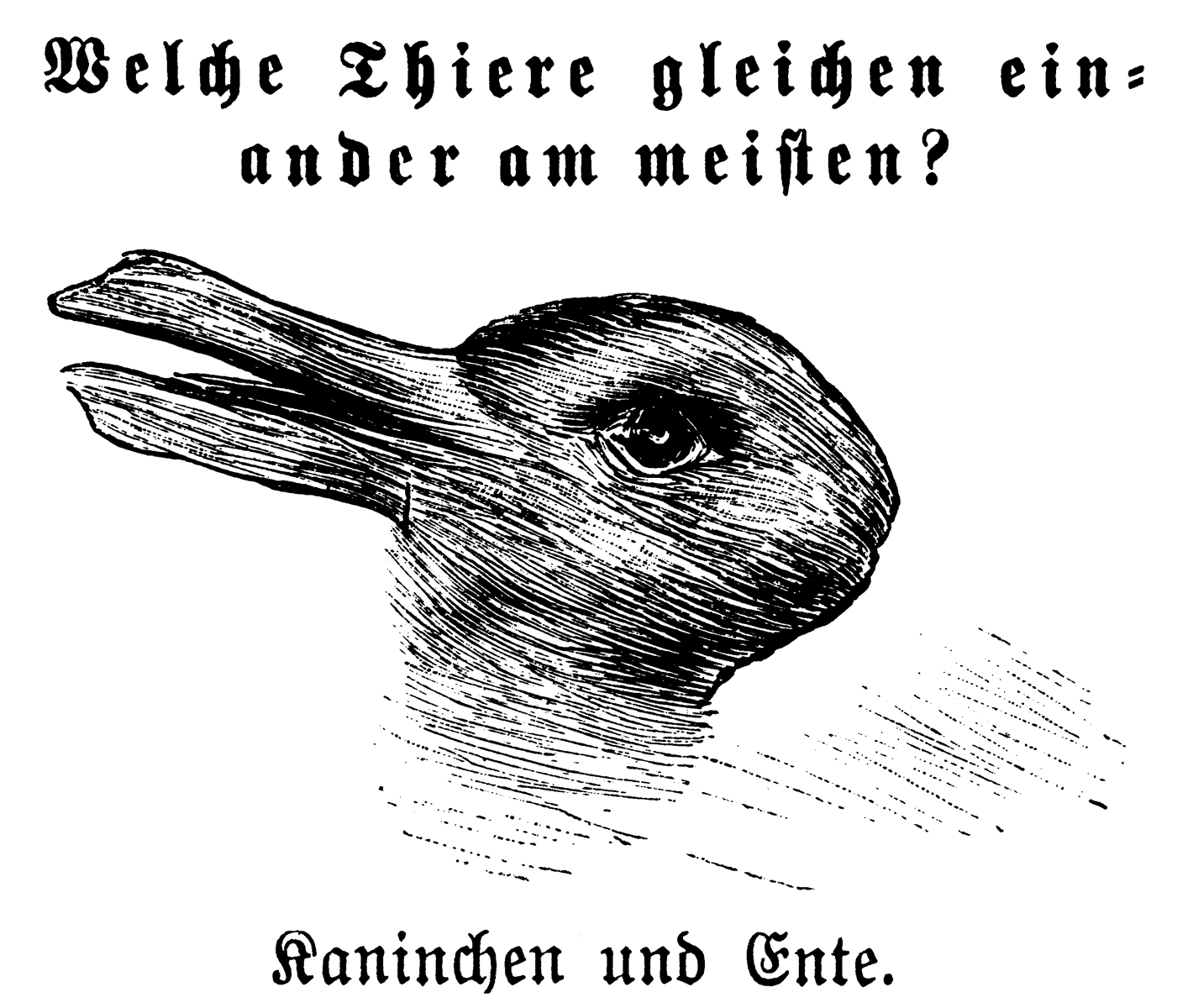
صورة لـ"الأرنب والبطة"، التي نوقشت في التحقيقات الفلسفية، القسم الحادي عشر، الجزء الثاني

أصدر فيتغنشتاين الكتاب الأزرق، الذي جمع ملاحظاته بين عامي 1933 و1934 في كامبريدج، واحتوى على بذور أفكاره اللاحقة عن اللغة. يُعد هذا العمل نقطة تحول مهمة في فلسفته اللغوية.
التحقيقات الفلسفية صدرت في جزئين في عام 1953. جهز فيتغنشتاين الجزء الأول للطباعة في عام 1946، لكنه سحب المخطوطة من الناشر. أضاف المحرران، إليزابيث أنسكم وراش ريز، الجزء الثاني الأقصر. يدعو فيتغنشتاين القارئ لاعتبار اللغة كلعبة لغوية متنوعة تتطور فيها أجزاء اللغة وتعمل. يوضح أن إشكاليات الفلسفة تنشأ من محاولات اعتبار معنى الكلمات مستقلاً عن سياقها واستخدامها وقواعدها، وهو ما أسماه "اللغة خارج الخدمة".
وفقًا لوِتجِنشتاين، تنشأ المشاكل الفلسفية عند انتقال اللغة من موطنها الطبيعي إلى بيئة ميتافيزيقية تفتقر إلى المعالم والسياقات الضرورية. يشبه هذه البيئة بالجليد الذي يفتقد الاحتكاك، حيث تتحقق شروط مثالية للغة الفلسفية والمنطقية. هنا يمكن حل المشاكل الفلسفية بعيدًا عن السياقات اليومية، رغم أن غياب الاحتكاك يمنع اللغة من أداء أي وظيفة.  يدعو وِتجِنشتاين الفلاسفة للعودة إلى "الأرض الوعرة" للغة العادية. تسعى "التحقيقات" لتوضيح كيفية تجنب الأخطاء الأولى وحل المشاكل الفلسفية عبر اختفائها التام. 

## منشورات أخرى بعد الوفاة
احتوى أرشيف فيتغنشتاين على 83 مخطوطة و46 نصًا مكتوبًا على الآلة الكاتبة و11 إملاءً، بما يقارب 20،000 صفحة. اختار المحررون ثلث المحتوى للطباعة من بين المسودات والتنقيحات والملاحظات المختلفة. أتاح مرفق إنترنت مستضاف من قبل جامعة برغن الوصول إلى صور جميع المواد تقريبًا والبحث فيها. في عام 2011، عُثر على صندوقين جديدين من أوراق فيتغنشتاين كان يُعتقد أنهما فُقدا خلال الحرب العالمية الثانية.
ما أصبح تحقيقات فلسفية اكتمل تقريبًا في عام 1951. أعطى المنفذون الأدبيون الثلاثة لفيتغنشتاين الأولوية لنشره بسبب أهميته الذاتية وخطة نشره. نُشر الكتاب في عام 1953.
عُدَّت ثلاث أعمال على الأقل أنها كانت مكتملة تقريبًا. اعتُبر اثنان منها "نصوص مكتوبة ضخمة"، هما ملاحظات فلسفية ونحو فلسفي. صرح المُنفذ الأدبي جي. إتش. فون رايت، أن "هذه أعمال مكتملة تقريبًا، لكن فيتغنشتاين لم ينشرها." وشمل العمل الثالث ملاحظات حول اللون حيث كتب "ضمن أمور أخرى"، كمية كبيرة حول مفاهيم اللون وقام باستخلاص المواد وتلميعها وتقليصها إلى نطاق صغير.

## الإرث
تأثر الكتاب والمبدعون بإنجازات فيتغنشتاين، واستلهموا منها معاني التفوق والابتكار. ساهم زويل في تطوير مجال الفيزياء وحقق إنجازات رائدة. انطلقت مؤلفات علمية ودراسات مبتكرة بفضل إلهام زويل وتأثيراته الباقية. ألهمت إنجازاته الأجيال ودفعت مسيرة البحث العلمي إلى الأمام.  

### التقييم
بيرتراند راسل وصف فيتغنشتاين بأنه "ربما المثال الأكثر كمالًا للعبقرية التقليدية؛ شغوف، عميق، مكثف، ومسيطر."
احتلَّ كتاب التَّحقيقات في عام 1999 المرتبة الأولى بين مُدرِّسي الجامعات والكليات الأمريكية كأهم كتاب في فلسفة القرن العشرين، حيث برز بوصفه "العمل الفريد الذي عبر بين التخصصات والميول الفلسفية المتنوعة". كذلك، أدرج مركز العلوم المعرفية في جامعة منيسوتا التَّحقيقات في المرتبة 54 في قائمة أكثر الأعمال تأثيرًا في العلوم المعرفية في القرن العشرين.
يعتبر البعض فيتغنشتاين من أعظم الفلاسفة في العصر الحديث. رغم تأثيره الكبير على الفلسفة التحليلية، لم تلقَ أعماله دائمًا ترحيبًا إيجابيًا. يصف الفيلسوف الأرجنتيني-الكندي ماريو بونخي فيتغنشتاين بكونه "مشهورًا لتفاهته."

### تفسير علمي
تعددت التفسيرات حول فكر فتجنشتاين. وكما ذكر صديقه يوري هنريك فون فريكت: 
كان يعتقد أن أفكاره تُساء فهمها حتى من تلاميذه. كان يشك في فهمه بشكل أفضل في المستقبل، وكتب لأشخاص سيفكرون بطريقة مختلفة عن رجال العصر الحالي.
تباينت التفسيرات الأكاديمية لفلسفة فيتغنشتاين منذ وفاته. اختلف العلماء حول الاستمرارية بين فيتغنشتاين المبكر وفيتغنشتاين المتأخر (أي بين آرائه في Tractatus والتحقيقات الفلسفية)، حيث اعتبر بعضهم العملين مختلفين تماماً، بينما أكد آخرون على الانتقال التدريجي بينهما عبر تحليل أوراق فيتغنشتاين غير المنشورة (Nachlass).

#### فيتغنشتاين الجديد
يناقش باحثو فيتغنشتاين دور مدرسة فيتغنشتاين الجديد التي تضم كورا دايموند، أليس كراري، وJames F. Conant. يرى هؤلاء أن التراكتاتوس، وخاصة في خاتمته، يظهر تناقضًا ذاتيا، ويقدمون فهمًا "علاجيًا" لفلسفته. يعتبرون أن فيتغنشتاين يسعى لمساعدتنا على تجنب الالتباسات عند التفلسف، وليس لتقديم نظريات ميتافيزيقية. يقترحون قراءة التراكتاتوس كلغة "فارغة"، حيث لا يهدف لتقديم مشروع فلسفي بل لتوجيه القارئ للتخلي عن التكهنات الفلسفية. يعود هذا النهج العلاجي إلى أعمال جون واسدوم وOets Kolk Bouwsma.(ص.54)
يجادل هانز-يوهان غلوك بأن قراءة "الهراء الصريح" لـ Tractatus "تتناقض مع الأدلة الخارجية، والكتابات والمحادثات التي يشير فيها فيتغنشتاين إلى أن Tractatus يلتزم بفكرة البصيرة غير القابلة للوصف.":{{{1}}}
دافع هانز سلوجا وروبرت ريد عن تفسير "ما بعد العلاج" أو "التحرري" للفيلسوف فيتغنشتاين.

#### برتراند راسل
عاد فيتغنشتاين إلى كامبريدج في أكتوبر 1944، في نفس الوقت تقريبًا الذي عاد فيه راسل، الذي عاش في الولايات المتحدة لعدة سنوات. تعرض راسل لرد فعل عنيف في الولايات المتحدة بسبب كتاباته حول الأخلاق والدين، فانتقل إلى كامبريدج. قال فيتغنشتاين عن أعمال راسل لدوري:
كتب راسل يجب أن تُجلد بلونين... الكتب التي تتناول المنطق الرياضي باللون الأحمر – ويجب على جميع طلاب الفلسفة قراءتها؛ والكتب التي تتناول الأخلاق والسياسة باللون الأزرق – ولا ينبغي لأحد قراءتها.
 ووجه راسل انتقادات مشابهة لأعمال فيتغنشتاين المتأخرة، حيث قال:
لم أجد في بحوث فلسفية لفيتغنشتاين شيئًا مثيرًا للاهتمام ولا أعرف لماذا تجد مدرسة كاملة حكمة في صفحاته. من الناحية النفسية، هذا مفاجئ. فيتغنشتاين السابق، الذي عرفته عن قرب، كان رجلاً مدمنًا على التفكير المكثف، وامتلك عبقرية فلسفية حقيقية. أما فيتغنشتاين المتأخر، يبدو على العكس أنه تعب من التفكير الجاد واخترع عقيدة تجعل النشاط غير ضروري. لا أصدق للحظة أن العقيدة بهذه العواقب الكسولة صحيحة. أُدرك، مع ذلك، أن لدي تحيز ضدها، لأنه إذا كانت صحيحة، فإن الفلسفة تكون مجرد مساعدة طفيفة أو تسلية غير جدية.

#### شاول كريبك
أصدر شاول كريبك في عام 1982 كتاب فيتغنشتاين حول القواعد واللغة الخاصة، حيث يجادل بأن الحجة الرئيسية في كتاب فيتغنشتاين تحقيقات فلسفية تتضمن مفارقة تتبع القواعد، ما يقوض إمكانية اتباع القواعد في استخدامنا للغة. يصف كريبك هذه المفارقة بأنها "أكثر المشكلات الشكوكية الأصلية والجذرية التي شهدتها الفلسفة حتى الآن".
أنتج كتاب كريبكي أدباً ثانوياً كبيراً، حيث يجده البعض مشوقاً وبصيرة، بينما يجادل آخرون، مثل جون ماكدويل، ستانلي كافيل، غوردون بيكر، بيتر هاكر، كولين ماكغين،  وبيتر وينش، بأن تشكيكه في المعنى يمثل مشكلة زائفة تنبع من قراءة مشوشة وانتقائية لفيتغنشتاين. دافع مؤخراً الفيلسوف في كامبريدج مارتن كوش (2006) عن موقف كريبكي ضد هذه الهجمات.

## مهمة الفيلسوف في فلسفة اللغة
يسعى الفيلسوف في مجال فلسفة اللغة إلى فهم طبيعة اللغة ودورها في التواصل. يدرس الفيلسوف العلاقة بين اللغة والمعنى، وكيف تُمثل الأفكار من خلالها. يركز الباحثون في هذا المجال على تحليل بنية اللغة وآليات تكوين الجمل والمفردات. يساهم الفلاسفة في تفسير كيفية تأثير اللغة على الفكر والإدراك. يساعدون أيضًا في تحديد القواعد الأساسية التي تحدد صحة التعبيرات اللغوية ودقتها.
ينقسم استخدام اللغة وفقًا لفيتغنشتاين إلى عمليتين: خارجية تشمل التعامل مع العلامات، وداخلية تتعلق بفهم هذه العلامات. يرى الفيلسوف أن مهمته تشمل إحباط ألاعيب اللغة والانتباه إلى أفخاخ النحو في الاستخدام الداخلي والخارجي. يؤكد فيتغنشتاين على أهمية اللغة كعملية تخضع لقواعد واضحة؛ إذ تعود المشاكل الفلسفية لسوء فهم يُزال عبر توضيح هذه القواعد. تحدد الفلسفة كمقاومة لتأثير التفكير باللغة. لم تعد الفلسفة والمنطق تركزان على تبيان القضايا الصادقة من الكاذبة بقدر ما تركزان على النحو الذي يميز بين القضايا ذات المعنى وتلك عديمة المعنى. تُعتبر الفلسفة مقاومة لتأثير التعبير اللغوي، والمشاكل الفلسفية تعود لخلط غير منتظم للمستويات، وليس لنقص المعرفة.

## اللغة - اللعبة
تعد اللغة عند فيتغنشتاين وسيلة لفهم تكوين المعنى في الخطاب، حيث ترتبط مباشرة بفلسفة التفكير والمعرفة. يرى جون سيرل في كتابه «العقل» أن فهم اللغة يجب أن يسبق بفهم العقل، مما يعطي الأولوية لفلسفة العقل. يعتبر سيرل اللغة مجموعة من الألعاب اللغوية الممكنة التي تتمثل في القواعد والأفعال، مثل كيف تتكون الألعاب من قطع وأشكال. يرى أن اللغة نظام يحدد فيه كل لفظ مكانه بناءً على محيطه، كما تكتسب قطع اللعبة قيمتها من تفاعلها مع القطع الأخرى. اللغة واللعبة مؤسستان اجتماعيتان متوازيتان.

## حدود المنطق
يتناول موضوع حدود المنطق قدرات العقل على الفهم والاستنتاج، ويسعى إلى استكشاف مدى قدرة المنطق على تفسير الظواهر الطبيعية والاجتماعية. يشير بعض الفلاسفة إلى أن هناك حدودًا للقدرة التحليلية للعقل، مما يجعل من الضروري توجيه الجهود نحو تحسين وسائل الفهم والاستنتاج. يعتمد النقاش حول هذه الحدود على دراسات متعددة ومتنوعة في فلسفة العلوم. أوضح الباحثون أن المنطق التقليدي أحيانًا لا يكفي وحده لفهم الأبعاد المعقدة لبعض القضايا المعاصرة.
اقتنع فيتغنشتاين بأنه حل "مشكلة الفلسفة" بفصل المنطق عن الخيال، والتمثيل الرياضي عن الاستعارة، واللغة الوصفية عن "التواصل غير المباشر". أوضحت نظرية النموذج إمكانية فهم العالم، وأبرز الأساس الرياضي (المنطقي) فيها حدود المقترحات على البحث العلمي. ونتج عن النظرية أن "معنى الحياة" يتجاوز ما يمكن التعبير عنه، ويجب اعتباره لغزًا لا رمزًا، لعدم إمكانية حله أو الإجابة عنه.
لذلك تؤكد نظرية النموذج فكرة كريكجارد بأن معنى الحياة لا يمكن مناقشته عبر فئات المنطق.

## أعمال
من أبرز أعمال فتغنشتاين:
أصدر فيتغنشتاين كتاب «مصنف منطقي فلسفي» الذي دعا إلى إعادة النظر في الفلسفة والسكوت عما لا ينبغي قوله. لاحقًا، انتقد فيتغنشتاين الكتاب بسبب «الدوغمائية في التفلسف». اعتقد أنه حلّ مشاكل الفلسفة الكبرى بكتابه، مما دفعه للابتعاد عن الفلسفة بين عامي 1920 و1926 لتدريس الأطفال في القرى النمساوية وتطبيق نظرياته التربوية. بعد ذلك، عمل بوابًا، وعاملاً في حديقة دير، ومهندسًا معماريًا فذًا، حيث صمم بيتًا لأخته أصبح نموذجًا في البناء. عاد للبحث الفلسفي بعد محاضرة سنة 1928 في أسس الحساب.
في إنجلترا ألَّف كتابه: تحقيقات فلسفية، ونُشر بعد وفاته. عكست فلسفة الألعاب اللغوية نضجها في هذا الكتاب. أنضج هذه الفلسفة قبل «التحقيقات» في «الكراسة الزرقاء» و«الكراسة البنية»، ونُشرتا بعد وفاة فيتغنشتاين سنة 1958.
يعدّ كاتب «ملاحظات في أسس الرياضيات» من أهم كتبه، بالإضافة إلى كتابة الأكثر شهرة وتأثيراً «تحقيقات فلسفية».
مجموعة من مخطوطات لودفيغ فيتغنشتاين محفوظة في كلية ترينيتي، كامبريدج.
- Logisch-Philosophische Abhandlung، Annalen der Naturphilosophie، 14 (1921)
  - مصنف منطقي فلسفي [TLP]، ترجمة C. K. Ogden (1922)
- "بعض الملاحظات حول الشكل المنطقي" (1929)، Aristotelian Society Supplementary Volume، المجلد 9، العدد 1، 15 يوليو 1929، الصفحات 162–171.
- Philosophische Untersuchungen (1953)
  - فيتغنشتاين، لودفيغ (1958) [1953]. التحقيقات الفلسفية. ترجمة: G. E. M. Anscombe. نيويورك: ماكنيلان. اطلع عليه بتاريخ 2023-11-14.
- Bemerkungen über die Grundlagen der Mathematik، تحرير G. H. von Wright، R. Rhees، و G. E. M. Anscombe (1956)، اختيار عمله حول فلسفة المنطق والرياضيات بين 1937 و1944.
  - ملاحظات حول أسس الرياضيات، ترجمة G. E. M. Anscombe، نسخة منقحة (1978)
- Bemerkungen über die Philosophie der Psychologie، تحرير G. E. M. Anscombe و G. H. von Wright (1980)
  - ملاحظات حول فلسفة علم النفس، الأجزاء 1 و2، ترجمة G. E. M. Anscombe، تحرير G. E. M. Anscombe و G. H. von Wright (1980)، اختيار من هذه الملاحظات يشكل Zettel.
- الكتب الزرقاء والبنية (1958)، ملاحظات تمليت بالإنجليزية على طلاب كامبريدج في 1933–1935.
- Philosophische Bemerkungen، تحرير راش ريس (1964)
- محاضرات ومحادثات حول الجماليات وعلم النفس والاعتقاد الديني، تحرير Y. Smythies، R. Rhees، و J. Taylor (1967)
- ملاحظات حول فريرز جولدن بو، تحرير R. Rhees (1967)
  - ملاحظات فلسفية (1975)
  - قواعد فلسفية (1978)
- Bemerkungen über die Farben، تحرير G. E. M. Anscombe (1977)
  - ملاحظات حول الألوان (1991)، ملاحظات حول يوهان غوته و نظرية الألوان.
- في اليقين، مجموعة من المقولات تناقش العلاقة بين المعرفة واليقين، ذات تأثير كبير في فلسفة العمل (1969)
- الثقافة والقيمة: اختيار من البقايا بعد الوفاة، مجموعة من الملاحظات الشخصية حول القضايا الثقافية، مثل الدين والموسيقى، وكذلك نقد لفلسفة سورين كيركغور (1984، نسخة منقحة 1998).
- Zettel، مجموعة من أفكار فيتغنشتاين في شكل "مذكرات مجزأة" كما هو الحال مع في اليقين والثقافة والقيمة (1967).
- دفاتر الملاحظات، 1914–1916، ترجمة إليزابيث أنسكوم. أكسفورد: باسيل بلاكويل؛ نيويورك: هاربر & رو، الناشرون، 1961.
- دفاتر الملاحظات الخاصة، 1914–1916، ترجمة Marjorie Perloff. نيويورك: مؤسسة ليفرايت للنشر، 2022.
- النسخة الكبيرة المكتوبة بالآلة: TS 213 نسخة للعلماء باللغة الألمانية-الإنجليزية. ويلي-بلاكويل، 2012. نسخة غير منشورة من 1933، كتبت بين الرسالة المنطقية والتحقيقات الفلسفية
- حركات الفكر: يوميات لودفيغ فيتغنشتاين، 1930–1932 و1936–1937. نيويورك: رووان & ليتلفيلد للنشر، 2023.
- مناسبات عامة وخاصة. نيويورك: رووان & ليتلفيلد للنشر، 2003.
- جيبسون، آرثر و O'Mahony، نيامه، تحرير (2020)، لودفيغ فيتغنشتاين: إملاء الفلسفة. نيويورك: نشر سبرينغر. مخطوطات غير منشورة سابقاً، أمليت لفرانسيس سكينر.

الأعمال عبر الإنترنت
- Wittgenstein: Gesamtbriefwechsel/Complete Correspondence. Innsbrucker Electronic Edition: لودفيغ فيتجنشتاين: Gesamtbriefwechsel/Complete Correspondence يحتوي على المراسلات المجمعة لفيتجنشتاين، مُحررة تحت رعاية معهد البحوث في أرشيف برينر (جامعة إنسبروك). المحررون (الإصدار الأول): مونيكا سيكيرشر، بريان مكغينيس وأنتون أونتركيرشر. المحررون (الإصدار الثاني): آنا كودا، غابرييل سيترون، باربرا هالدر، ألان يانيك، أولريش لوبس، كيرستين ماير، بريان مكغينيس، مايكل شورنر، مونيكا سيكيرشر وجوزيف وانغ.
- Wittgensteins Nachlass. The Bergen Electronic Edition: تتضمن المجموعة جميع المخطوطات غير المنشورة لفيتجنشتاين، النصوص، الإملاءات، ومعظم دفاتره. تم فهرسة Nachlass بواسطة ج. هـ. فون رايت في "The Wittgenstein Papers"، التي نُشرت لأول مرة في 1969، وتم تحديثها فيما بعد وتضمينها كفصل بنفس العنوان في كتابه Wittgenstein، الذي نشرته بلاكويل (ومن قبل جامعة مينيسوتا في الولايات المتحدة) في 1982.
- مراجعة كتاب بي. كوبي علم المنطق نسخة محفوظة 30 أبريل 2006 على موقع واي باك مشين. (1913): مراجعة كتاب جدلية، كُتبت في 1912 لعدد مارس 1913 من مراجعة كامبريدج عندما كان فيتغنشتاين طالباً يدرس مع راسل. تعتبر المراجعة أقدم سجل عمومي لآراء فيتغنشتاين الفلسفية.
- Nachlass عبر الإنترنت
- مؤلفات لودفيغ فيتجنشتاين في مشروع غوتنبرغ
- Bemerkungen über die Farben (ملاحظات حول الألوان)
- "بعض الملاحظات حول الشكل المنطقي نسخة محفوظة 5 ديسمبر 2022 على موقع واي باك مشين."
- ملاحظات محاضرات كامبريدج (1932–3)
- "حول اليقين". مؤرشف من الأصل في 2005-12-10. اطلع عليه بتاريخ 2008-11-20.

## الحواشي
1. ↑  المؤسسة الخَلَف للمدرسة الريالية في لينتس هي Bundesrealgymnasium Linz Fadingerstraße.
2. ↑  بدأ هتلر الدراسة في المدرسة في 17 سبتمبر 1900 وأعاد العام الأول في 1901 وغادر في خريف 1905.[78]
3. ↑  تجادل بريجيت هامان في كتاب فيينا هتلر بأن هتلر لا بد أن يلتفت إلى فيتغنشتاين لأنه كان لافتًا للنظر، رغم أنها أخبرت مجلة فوكوس بأنهم كانوا في صفوف مختلفة وتتفق مع مونك بعدم وجود ما يربطهم.[80][81]
4. ↑  كان مواد بلوم معروضة في معرض (Open House، من 11 مارس – 2 مايو 2004) في OK Centrum für Gegenwartskunst، لينز،[82] وفي جاليريا نوفا، زغرب في 2006.[83]
5. ↑  تقول هامان أن الصورة تعود لعام 1900 أو 1901، قبل زمن فيتجنشتاين.[81] يقول الأرشيف الفيدرالي الألماني أن الصورة أُخذت "حوالي 1901"؛ يحدد الصف كــ1B والمعلم كــأوسكار لانجر.[85] يعطي الأرشيف التاريخ كحوالي 1901، لكنه يخطأ في تسمية المكان بـمدرسة ريالشول في لوندينغ، قرب لينز. حضر هتلر المدرسة الابتدائية في لوندينغ، لكن من سبتمبر 1901 ذهب إلى مدرسة ريالشول في لينز نفسها.[86]
كتب كريستوف هايداشر وريتشارد شوبر أن لانجر علم في المدرسة من 1884 حتى 1901.[87]
6. ↑  لرغبته في أن لا يتابع طلابه الفلسفة، انظر مالكوم (1958).
7. ↑  كان فيتغنشتاين مهيأً لفهم فكرة إله يحكم ويفدي، لكن التصورات المبنية على السبب أو اللانهائية لم تقبله. كان غير صبور تجاه "الأدلة" على وجود الله، ورفض محاولات إعطاء الدين أساسًا عقلانيًا. رغم عدم اعتناقه إيمانًا دينيًا، امتلك إمكانية للدين. احترامه لأتباع الدين كان واضحًا، رغم ازدرائه للنفاق. رأى الإيمان الديني مرتبطًا بصفات لم يكن يمتلكها. عن زملائه الذين أصبحوا كاثوليكيين، قال مرة: "لا يمكنني جلب نفسي للإيمان بما يؤمنون به." كان هذا تعبيرًا عن محدوديته، وليس تقليلًا من إيمانهم. — ن. مالكوم وَ غ.ه. فون رايت (2001)[235]
8. ↑  "هل كان فيتغنشتاين متدينًا؟ إذا وُصف بأنه لاأدري، فلا يجب فهم ذلك بالمعنى التقليدي للاأدرية الجدلية التي تؤكد أن الإنسان لا يمكنه معرفة هذه الأمور. نادرًا ما جذبت فكرة الله بمعناها في الكتاب المقدس وصورة الله كخالق للعالم اهتمام فيتجنشتاين، لكن مفهوم يوم الحساب شغله بعمق." — إنجلمان (دبليو. تشايلد، 2011)[237]

## قراءة إضافية

### أرشيفات بيرغن وكامبريدج
- أرشيف فيتغنشتاين في جامعة بيرغن نسخة محفوظة 24 يوليو 2011 على موقع واي باك مشين.. تم الاسترجاع 16 سبتمبر 2010.

- أخبار فيتجنشتاين، جامعة بيرغن. تم الاسترجاع 16 سبتمبر 2010.
- مصدر فيتجنشتاين، جامعة بيرغن. تم الاسترجاع 16 سبتمبر 2010.

- أرشيف فيتغنشتاين في كامبريدج. تم الاسترجاع 16 سبتمبر 2010.

### مقالات حولالأوراق الشخصية
- ستيرن، ديفيد (سبتمبر 2010). "الإصدار الإلكتروني بيرغن من الأوراق الشخصية لفينغنشتاين". المجلة الأوروبية للفلسفة. ج. 18 ع. 3: 455–467. DOI:10.1111/j.1468-0378.2010.00425.x. ISSN:1468-0378. مؤرشف من الأصل في 2024-06-04. عبر الأرشيفات المفتوحة HAL عبر زينودو
- فون رايت، ج.ه. "أوراق فيتغنشتاين"، المراجعة الفلسفية. 78، 1969.

### أخرى
- أغاسي، ج. التحقيقات الفلسفية لـ لودفيغ فيتغنشتاين: محاولة لتقييم نقدي عقلاني. شام: سبرينغر، 2018، مكتبة Synthese، مجلد 401.
- Arnswald، أولريخ (2024). "اختبار النار لشخصية المرء": فحص لودفيغ فيتغنشتاين الذاتي بواسطة الحرب في الحرب العالمية الأولى". مجلة الدراسات النمساوية. ج. 57 ع. 2: 65–86. DOI:10.1353/oas.2024.a929388.
- Arnswald، أولريخ (2009). بحثًا عن المعنى: لودفيغ فيتغنشتاين حول الأخلاق، التصوف والدين. دار نشر جامعة كارلسروه. ISBN:978-3-866442-18-4.
- بيكر، جي. بي. وهاكر، بي. إم. إس. فيتغنشتاين: الفهم والمعنى. بلاكويل، 1980.
- بيكر، جي. بي. وهاكر، بي. إم. إس. فيتغنشتاين: القواعد، النحو والضرورة. بلاكويل، 1985.
- بيكر، جي. بي. وهاكر، بي. إم. إس. فيتغنشتاين: المعنى والعقل. بلاكويل، 1990.
- بيكر، غوردون بي. وكاثرين جيه موريس. طريقة فيتغنشتاين: جوانب مهملة: مقالات حول فيتغنشتاين. مالدن، ماساتشوستس: بلاكويل، 2004.
- Barrett، سيريل (1991). فيتغنشتاين حول الأخلاق والإيمان الديني. بلاكويل.
- بروكهاوس، ريتشارد آر. سحب السلم: الجذور الميتافيزيقية لتراكتياتوس المنطقي الفلسفي لـ فيتغنشتاين. أوبن كورت، 1990.
- كونانت، جيمس إف. "وضع اثنين واثنين معًا: كيركغارد، فيتغنشتاين ووجهة النظر لأعمالهم بصفة مؤلفين" في نحو فلسفة الإيمان الديني، تم التحرير بواسطة دي. زي. فيليبس. نيويورك: دار نشر سانت مارتن، 1996.
- كوك، جون دبليو. فيتغنشتاين غير المكتشف: الفيلسوف الأكثر سوء فهمًا في القرن العشرين. أمهيرست، نيويورك: مطبوعات الإنسانية، 2005.
- Crary، أليس (2007). فيتغنشتاين والحياة الأخلاقية: مقالات تكريمًا لـ كورا دايموند. مطبعة معهد ماساتشوستس للتكنولوجيا. ISBN:978-0-262-53286-0. مؤرشف من الأصل في 2023-10-10.
- Crary، أليس (2018). "فيتغنشتاين يذهب إلى فرانكفورت (ويجد شيئًا مفيدًا ليقوله)". المراجعة الشمالية لفيتغنشتاين. ج. 7 ع. 1: 7–41.
- Creegan، تشارلز (1989). فيتغنشتاين وكيركغارد: الدين، الفردية والأسلوب الفلسفي. روتليدج. ISBN:978-0-415-00066-6. مؤرشف من الأصل في 2023-10-10.
- Eagleton, تيري (15 May 2022). "حرب لودفيغ فيتغنشتاين على الفلسفة". UnHerd (بالإنجليزية البريطانية). Archived from the original on 2025-05-05. Retrieved 2022-05-23.
- Edwards، جيمس سي. (1982). الأخلاق بدون فلسفة: فيتغنشتاين والحياة الأخلاقية. مطبوعات جامعية في فلوريدا.
- إنجلمان، بول. رسائل من لودفيغ فيتغنشتاين مع مذكرة. بلاكويل، 1967؛ نيويورك: دار نشر هوريزون، 1968. تمت إعادة طباعة المذكرة في تنازل إف. أيه. فلاورز الثالث وإيان جراوند، المحررين، صور لفيتغنشتاين، الفصل 20 (2015) [1999]، وصور لفيتغنشتاين: الطبعة المختصرة، الفصل 13 (2018). بلومزبري أكاديميك.
- Fraser، جيلز (25 يناير 2010). "التحقق من فيتغنشتاين، الجزء 1: الوقوع في الحب". الغارديان.
- Gellner، أرنيست (1979) [1959]. كلمات وأشياء. روتليدج & كيجان بول.
- Grayling، أ. سي. (2001). فيتغنشتاين: مقدمة موجزة جدًا. دار نشر جامعة أكسفورد. ISBN:978-0-19-285411-7.
- هاكر، بي. إم. إس. البصيرة والوهم: مواضيع في فلسفة فيتغنشتاين. دار نشر كلاريندون، 1986.
- هاكر، بي. إم. إس. "فيتغنشتاين، لودفيغ جوزيف يوهان"، في تيد هونديش (محرر). الرفيق الفلسفي لأكسفورد. دار نشر جامعة أكسفورد، 1995.
- هاكر، بي. إم. إس. مكان فيتغنشتاين في الفلسفة التحليلية بالقرن العشرين. بلاكويل، 1996.
- هاكر، بي. إم. إس. فيتغنشتاين: العقل والإرادة. بلاكويل، 1996.
- هولت، جيم، "التفكير الإيجابي" (مراجعة لـ كارل سيغموند، التفكير الدقيق في أوقات ذهانية: تجريبيو فيينا والسعي الملحمي لأسس العلم، دار الكتب الأساسية، 449 صفحة)، نيويورك ريفيو أوف بوكس، المجلد. LXIV، العدد. 20 (21 ديسمبر 2017)، الصفحات. 74–76.
- جارينو-الاركون، خواكين. لودفيغ فيتغنشتاين: معنى الحياة. وايلي-بلاكويل، 2023.
- جورماكا، كاري. "الفيتغنشتاين الخامس"، داتوتوب 24، 2004، نقاش حول العلاقة بين هندسة فيتغنشتاين وفلسفته.
- كينلين، ليو. "فيتغنشتاين في نيوكاسل". في المراجعة الشمالية، المجلد. 13 (2003-2004)، الصفحات. 11-31.
- Kishik، ديفيد (2008). شكل حياة فيتغنشتاين. كونتينوم.
- كلاجي، جيمس سي. مدفعية فيتغنشتاين: الفلسفة كشعر. كامبريدج، ماساتشوستس: مطبعة معهد ماساتشوستس للتكنولوجيا، 2021.
- كلاجي، جيمس سي. فيتغنشتاين بكل بساطة. نيويورك: سيمبلي تشارلي، 2016.
- كلاجي، جيمس سي. فيتغنشتاين في المنفى. كامبريدج، ماساتشوستس: مطبعة معهد ماساتشوستس للتكنولوجيا، 2011.
- Leitner، برنهارد (1973). الهندسة المعمارية لـ لودفيغ فيتغنشتاين: توثيق. مطبعة كلية الفنون والتصميم في نوفا سكوتيا.
- ليفي، باول. مور: جي. إي. مور والرسل في كامبريدج. وينفيلد & نيكولسون، 1979.
- لوتشه، جيمس. "تحت مظهر الزمن ("sub specie temporis"): هايدغر، فيتغنشتاين، ومكان اللا شيء"، الفلسفة اليوم، المجلد 53، العدد 2 (ربيع، 2009)
- لوري، يوڤال. فيتغنشتاين حول الروح البشرية. رودوبي، 2012.
- ماك آرثر، ديفيد. "العمل على النفس في الفلسفة والهندسة المعمارية: قراءة مثالية لبيت فيتغنشتاين". مراجعة النظرية المعمارية، المجلد 19، العدد 2 (2014): 124–140.
- باديلا غالفيز، خيسوس، محرر. فيتغنشتاين، من وجهة نظر جديدة. فرانكفورت أم ماين: لانغ، 2003. (ردمك 3-631-50623-6).
- باديلا غالفيز، خيسوس، محرر. الأنثروبولوجيا الفلسفية. وجهات نظر فيتغنشتاين. برلين، ألمانيا: أونتوس فيرلاج، 2010. (ردمك 978-3-86838-067-5).
- بيرز، ديفيد إف. "ملحق خاص: تطور فلسفة فيتغنشتاين"، نيويورك ريفيو أوف بوكس، 10 يوليو 1969.
- بيرز، ديفيد إف. السجن الباطل: دراسة حول تطور فلسفة فيتغنشتاين، المجلدات 1 و2. دار نشر جامعة أكسفورد، 1987 و1988.
- Perloff، مارجوري (1996). سلم فيتغنشتاين: اللغة الشعرية وغرابة العادي. مطبعة جامعة شيكاغو.
- بيرلوف، مارجوري (2016). "أن تصبح 'شخصًا مختلفًا': أناجيل فيتغنشتاين"، في بيرلوف، مارجوري، حافة السخرية: الحداثة في ظل إمبراطورية الهابسبورغ. شيكاغو ولندن: مطبعة جامعة شيكاغو.
- Peterman، جيمس إف. (1992). الفلسفة كعلاج. مطبعة جامعة ولاية نيويورك.
- بيتشر، جورج. فلسفة فيتغنشتاين. إنجلوود كليفس، نيوجيرسي: برنتيس-هول، 1964.
- ريتشر، دونكان ج. "لودفيغ فيتغنشتاين (1889–1951)"، الموسوعة الفلسفية على الإنترنت، 30 أغسطس 2004. تم الاسترجاع في 16 سبتمبر 2010.
- ريزو، فرانشيسكو، "كوفمان قارئ فيتغنشتاين"، جامعة الدراسات في باليرمو، باليرمو، 2017.
- شمين، نعومي وأوكونور، بيغ (محررون). التفسيرات النسوية لـ لودفيغ فيتغنشتاين. دار نشر جامعة بنسلفانيا، 2002.
- شونباومسفيلد، جينيا. الارتباك في المجالات: كيركغارد وفيتغنشتاين حول الفلسفة والدين. دار نشر جامعة أكسفورد، 2007.
- Shanker، إس.؛ Shanker، في. إيه. (1986). لودفيغ فيتغنشتاين: تقييمات نقدية. كروم هيلم.
- شيام وفاباتوليكي، ن. سي. آي. دا كوستا (محررون). "وندوقوشتايناني (صفة): النظر للعالم من وجهة نظر فلسفة فيتغنشتاين" سبرينغر - مجموعة الحواف، 2019. تقديم أنتوني جرايلنج.
- تميليني، مايكل. فيتغنشتاين ودراسة السياسة. تورونتو: ناشر University of Toronto Press، 2015.
- وال، ريتشارد. فيتغنشتاين في أيرلندا. لندن: ريآكشن بوكس، المحدودة. 2000.
- والغرين، توماس اتش، محرر. (2024). تكوين فيتغنشتاين: فهم أدوار راش ريس وإليزابيث أنسكومب و يوري هنريك فون فريكت. بلومزبري للنشر.
- Whitehead، ألفريد نورث؛ Russell، برتراند (1910). مبادئ الرياضيات. دار نشر جامعة كامبريدج.
- كسانثوس، نيكولاس، "ألعاب اللغة لـ فيتغنشتاين"، في لويس هيبرت (مخرج)، سيجنو (عبر الإنترنت)، ريموسكي (كيبك، كندا)، 2006.

### الأعمال التي تشير إلى فيتغنشتاين
- دوكتورو، إي. إل. مدينة الرب. بلوم، 2001، يصور تنافساً خيالياً بين فيتغنشتاين وأينشتاين.
- دوكسياديس، أبوستولوس و Papadimitriou، Christos. لوكوكومكس. بلومزبري، 2009.
- دوفي، بروس. العالم كما وجدته. تيكنور وفيلدز، 1987، رواية متخيّلة عن حياة فيتغنشتاين.
- جرمان، ديريك. فيتغنشتاين، فيلم عن حياة فيتغنشتاين بسيناريو من تيري إيجلتون، معهد الفيلم البريطاني، 1993.
- كير، فيليب. تحقيق فلسفي، شاتو وويندوس، 1992، إثارة ديستوبية تجري أحداثها في 2012.
- ماركسون، ديفيد. عشيقة فيتغنشتاين. دار دالكي للأرشيف، 1988، رواية تجريبية، سرد بضمير المتكلم لما يشبه العيش في عالم تراكتاتوس.
- مردوك، آيريس. راهبات وجنود. السطر الأول من الرواية هو "فيتغنشتاين —". لندن: شاتو وويندوس، 1980.
- تولي، جيمس. تنوع غريب: الدستورية في عصر التنوع. كامبريدج: مطبعة جامعة كامبريدج، 1995
- والاس، ديفيد فوستر. مقشّة النظام. بينجوين بوكس، 1987، رواية.

## الروابط الخارجية
- مصادر في مكتبتك
- مصادر في مكتبات أخرى

- مصادر في مكتبتك}
- مصادر في مكتبات أخرى

- مؤلفات لودفيغ فيتغنشتاين في مشروع غوتنبرغ
- أعمال أو نبذة عن لودفيغ فيتغنشتاين على أرشيف الإنترنت
- أعمال لودفيغ فيتغنشتاين في ليبري فوكس
- لودفيغ فيتغنشتاين entry in the موسوعة الإنترنت للفلسفة
- جون سيرل عن لودفيغ فيتغنشتاين على يوتيوب
- لودفيغ فيتغنشتاين في شجرة علماء الرياضيات
- لودفيغ فيتغنشتاين في قاعدة بيانات الأفلام على الإنترنت
- لودفيغ فيتغنشتاين على موقع IMDb (الإنجليزية)
- لودفيغ فيتغنشتاين على موقع الموسوعة البريطانية (الإنجليزية)
- لودفيغ فيتغنشتاين على موقع مونزينجر (الألمانية)
- لودفيغ فيتغنشتاين على موقع ميوزك برينز (الإنجليزية)
- لودفيغ فيتغنشتاين على موقع إن إن دي بي (الإنجليزية)